# Cele Zrównoważonego Rozwoju 2030

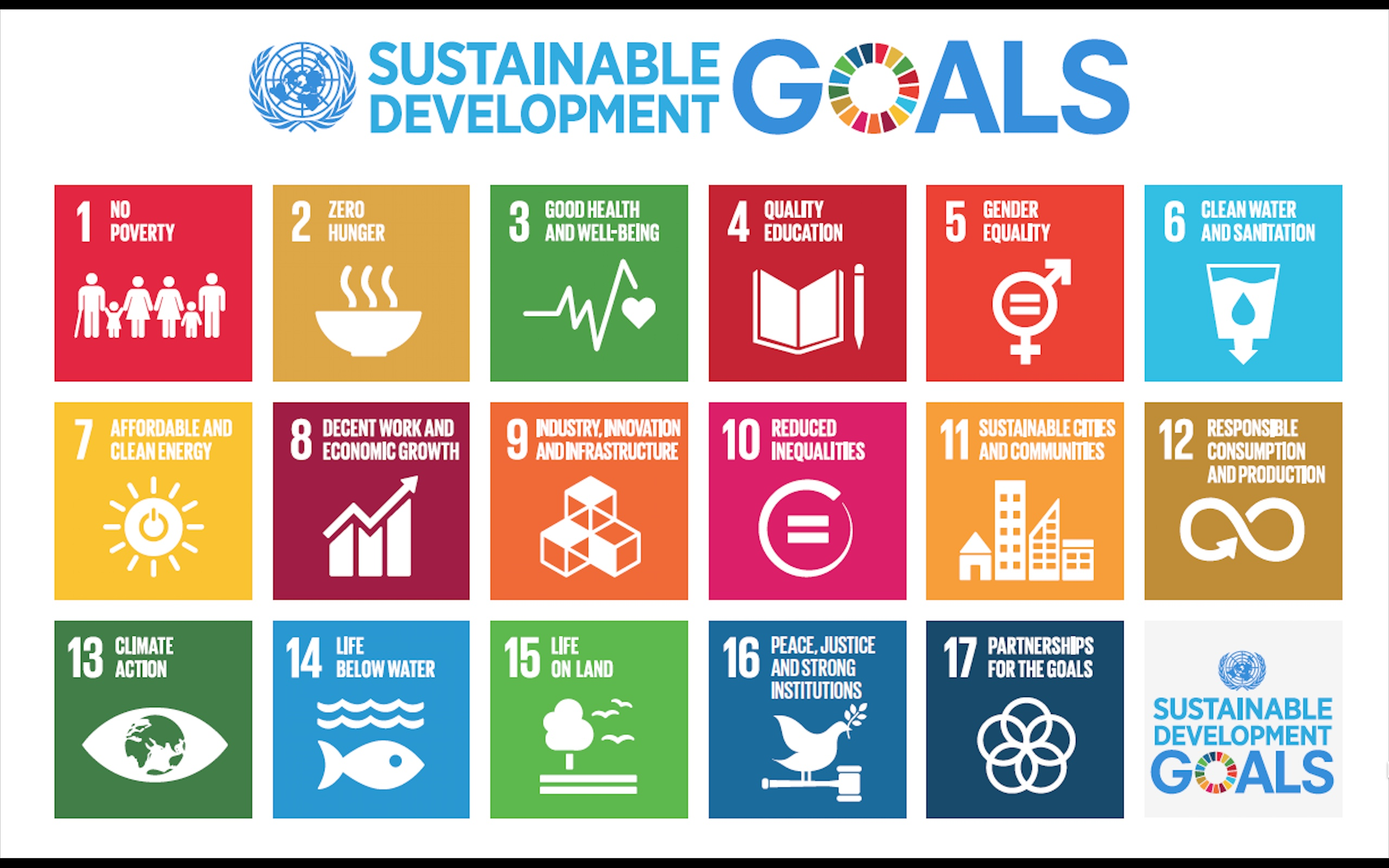
Oficjalne logo celów zrównoważonego rozwoju

Przekształcamy nasz świat: Agenda na rzecz zrównoważonego rozwoju 2030 zawierająca cele zrównoważonego rozwoju (ang. The Sustainable Development Goals) została przyjęta przez wszystkie 193 państwa członkowskie ONZ Rezolucją Zgromadzenia Ogólnego 25 września 2015 roku w Nowym Jorku.
Agenda określa 17 celów zrównoważonego rozwoju oraz związanych z nimi 169 zadań (ang. targets), które mają zostać osiągnięte przez świat do 2030 roku. Dotyczą osiągnięć w 5 obszarach – tzw. 5xP: ludzie (ang. people), planeta (ang. planet), dobrobyt (ang. prosperity), pokój (ang. peace), partnerstwo (ang. partnership). Cele obejmują szeroki zakres wyzwań, takich jak ubóstwo, głód, zdrowie, edukacja, równość płci, zmiany klimatu, zrównoważony rozwój, pokój, sprawiedliwość społeczna. Zastąpiły one Milenijne Cele Rozwoju, które zrealizowane miały być do 2015 roku.
Realizacja celów i zadań jest monitorowana na całym świecie odpowiednimi wskaźnikami. Przyjęto je Rezolucją Zgromadzenia Ogólnego 10 lipca 2017. Za ich monitorowanie w Polsce odpowiada GUS.
Pierwszy raport Realizacja celów zrównoważonego rozwoju w Polsce został przyjęty przez Radę Ministrów 5 czerwca 2018 roku. Zawiera on omówienie stopni realizacji wszystkich 17 Celów Zrównoważonego Rozwoju w Polsce, a także opisuje także krajowe priorytety na rzecz zrównoważonego rozwoju i związek Agendy 2030 z krajową Strategią Odpowiedzialnego Rozwoju. Raport został przygotowany na potrzeby pierwszego, dobrowolnego przeglądu wdrażania przez Polskę celów zrównoważonego rozwoju, która odbyła się podczas sesji ministerialnej Forum Wysokiego Szczebla ds. Zrównoważonego Rozwoju ONZ w lipcu 2018 roku.

## Cele Zrównoważonego Rozwoju

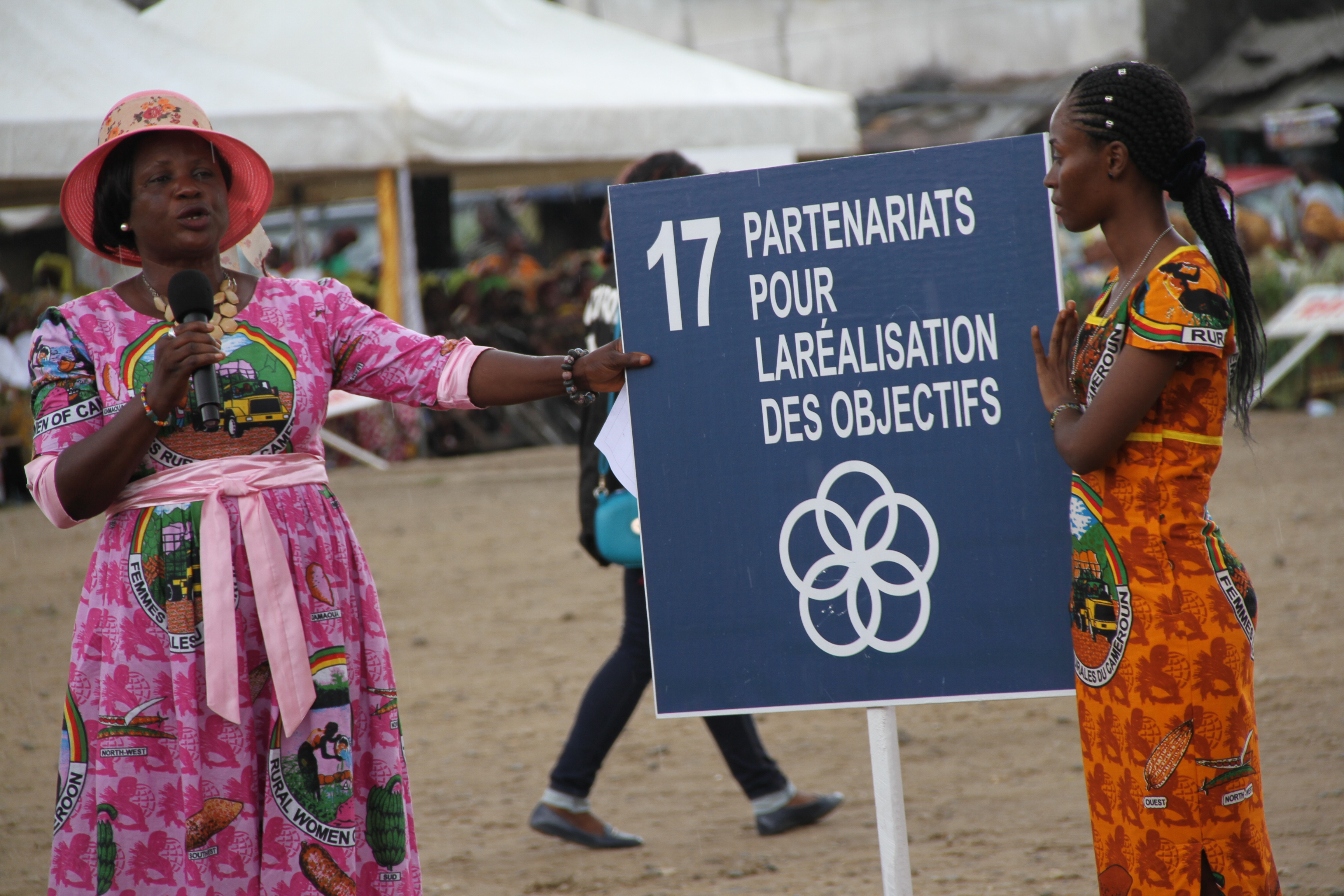
Prezentacja Celów Zrównoważonego Rozwoju podczas Międzynarodowego Dnia Kobiet Wiejskich w Duali, w Kamerunie.

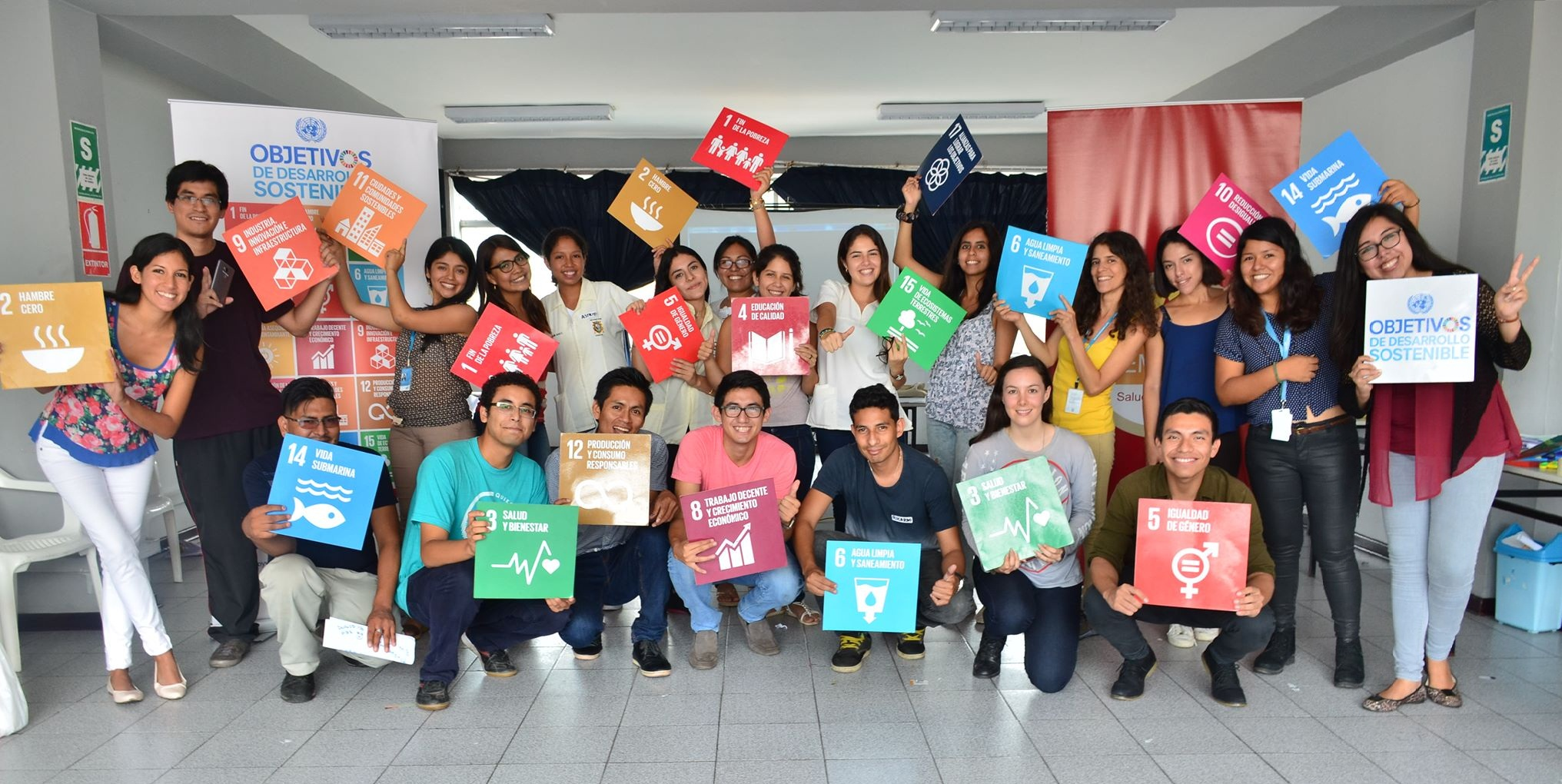
Prezentacja Celów Zrównoważonego Rozwoju w Limie, w Peru

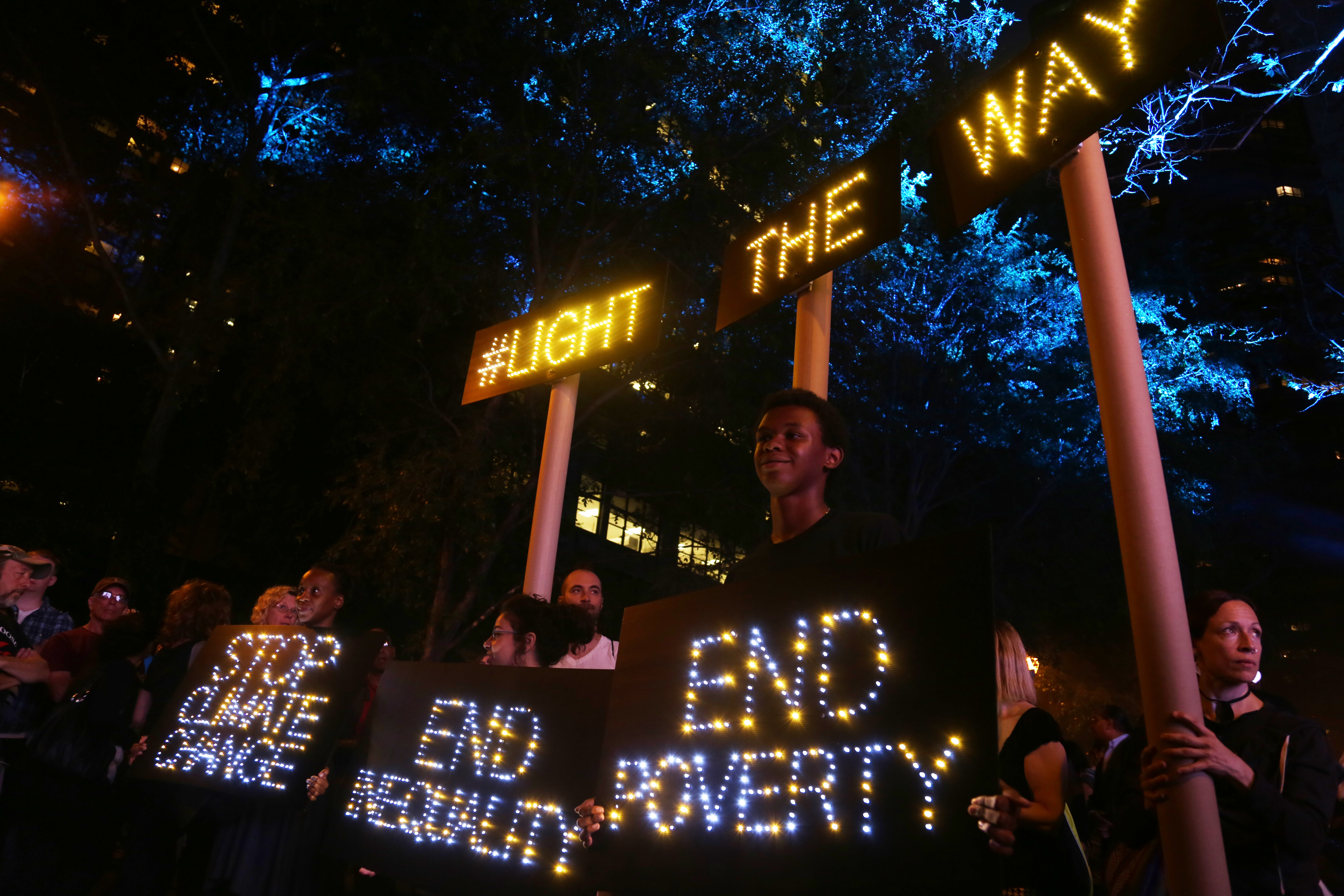
W przeddzień szczytu ONZ dot. Celów Zrównoważonego Rozwoju przed siedzibą organizacji w Nowym Jorku zorganizowano akcję „Light the way”

## Cele Zrównoważonego Rozwoju[1]

### Cel 1: Wyeliminować ubóstwo we wszystkich jego formach na całym świecie[8]
Od 2000 roku światowe wskaźniki ubóstwa spadły o ponad połowę. Pomimo tego co dziesiąta osoba żyjąca w regionie rozwijającym się i jej rodzina żyje poniżej międzynarodowej granicy ubóstwa, tj. 1,90 USD dziennie, a kolejne miliony za niewiele więcej. W wielu krajach Azji Wschodniej i Południowo-Wschodniej poczyniono znaczne postępy, jednak nawet 42% ludności Afryki Subsaharyjskiej nadal żyje poniżej granicy ubóstwa.
Bieda to coś więcej niż brak przychodów i środków potrzebnych do życia. Bieda to głód, niedożywienie, ograniczony dostęp do edukacji i podstawowych usług, dyskryminacja społeczna, wykluczenie oraz brak udziału w procesie decyzyjnym. Wzrost gospodarczy musi być inkluzywny, zapewnić możliwość pracy oraz promować równość.
Należy wdrożyć systemy ochrony socjalnej, aby złagodzić skutki klęsk żywiołowych i pomóc krajom na nie podatnym. Systemy te mogą wspomóc gospodarkę w krajach narażonych na katastrofy naturalne i położyć kres skrajnemu ubóstwu w najbiedniejszych regionach.

#### Fakty
- 783 milionów ludzi żyje poniżej międzynarodowej granicy ubóstwa, tj. za mniej niż 1,90 USD dziennie.
- W 2016 roku prawie 10% osób pracujących na świecie utrzymywało siebie i swoje rodziny za mniej niż 1,90 USD dziennie na osobę.
- W skali globalnej na 100 mężczyzn przypadają 122 kobiety w wieku 25–34 lat żyjące w skrajnym ubóstwie.
- Azja Południowa i Afryka Subsaharyjska są miejscami, w których żyje przytłaczająca większość ludzi w skrajnym ubóstwie.
- Wysokie wskaźniki ubóstwa często dotyczą małych, niestabilnych i dotkniętych konfliktami zbrojnymi państw.
- Co czwarte dziecko poniżej piątego roku życia ma wzrost nieadekwatny do swojego wieku.
- W 2016 roku tylko 45% ludności świata było faktycznie objętych co najmniej jednym świadczeniem pieniężnym z tytułu ochrony socjalnej.
- W 2017 roku straty gospodarcze spowodowane katastrofami, w tym trzema potężnymi huraganami w USA i na Karaibach, oszacowano na ponad 300 mld USD.

#### Zadania (zamieszczone w Agendzie na Rzecz Zrównoważonego Rozwoju 2030)
1.1. Do 2030 roku wyeliminować skrajne ubóstwo w odniesieniu do wszystkich ludzi na całym świecie, aktualnie określone jako utrzymywanie się za mniej niż 1,25 USD dziennie
1.2. Do 2030 roku zmniejszyć przynajmniej o połowę odsetek mężczyzn, kobiet i dzieci żyjących w ubóstwie, we wszystkich jego wymiarach określonych zgodnie z polityką danego kraju
1.3. Wdrożyć właściwe dla poszczególnych krajów systemy i mechanizmy zabezpieczenia społecznego dla wszystkich ludzi, włącznie z najniższymi klasami społecznymi, oraz objąć nimi do 2030 roku jak największą liczbę ludzi ubogich i szczególnie narażonych
1.4. Do 2030 roku zapewnić wszystkim kobietom i mężczyznom, w szczególności osobom ubogim i szczególnie podatnym na zagrożenia, równe prawa w dostępie do zasobów gospodarczych oraz podstawowych usług, prawo do własności i sprawowania kontroli nad gruntami i innym mieniem, prawo dziedziczenia, dostęp do stosownych nowych technologii oraz usług finansowych, w tym mikrofinansowania.
1.5. Do 2030 roku zbudować odporność na zagrożenia wśród osób ubogich i narażonych na zagrożenia, zmniejszyć ich podatność na zagrożenia i bezbronność wobec ekstremalnych zjawisk klimatycznych oraz innych wstrząsów gospodarczych, społecznych i środowiskowych, a także katastrof naturalnych.
1.a. Zagwarantować znaczącą mobilizację środków pochodzących z różnych źródeł, w tym ze zwiększonej współpracy rozwojowej, by zapewnić odpowiednie i przewidywalne środki dla krajów rozwijających się, w szczególności dla państw najsłabiej rozwiniętych, w celu umożliwienia realizacji programów i polityki w zakresie wyeliminowania ubóstwa we wszystkich jego formach.
1.b. Stworzyć ramy stabilnej polityki na poziomie krajowym, regionalnym i międzynarodowym w oparciu o strategie rozwoju wspierające ubogich i uwzględniające kwestię płci, by wesprzeć szybkie inwestowanie w działania ukierunkowane na eliminację ubóstwa.

### Cel 2: Wyeliminować głód, osiągnąć bezpieczeństwo żywnościowe i lepsze odżywianie oraz promować zrównoważone rolnictwo[9]
Przy właściwym postępowaniu, rolnictwo, leśnictwo i rybołówstwo mogą stanowić źródło pożywnej żywności dla wszystkich i przynosić godny dochód. Jednocześnie mogą przyczynić się do rozwoju obszarów wiejskich i ochrony środowiska. Nadszedł czas, aby przyjrzeć się sposobom produkcji, spożycia i dystrybucji żywności.
Obecnie gleba, woda pitna, oceany, lasy oraz różnorodność biologiczna ulegają szybkiej degradacji. Zmiany klimatyczne wywierają jeszcze większy wpływ na środowisko, od którego zależy nasze życie. Zwiększają one ryzyko występowania katastrof naturalnych, takich jak susze czy powodzie. Wielu mężczyzn i kobiet zamieszkujących obszary wiejskie nie jest już w stanie dłużej utrzymywać się z pracy w rolnictwie i jest zmuszona migrować do miast w poszukiwaniu lepszego życia.
Niskie bezpieczeństwo żywnościowe i związane z nim poważne niedożywienie powoduje u milionów dzieci zaburzenia rozwoju oraz zbyt niski wzrost. Musimy gruntownie zmienić światowy system żywnościowy i rolniczy, aby wyżywić 810 milionów głodujących ludzi. Szacuje się, że w 2050 r. liczba niedożywionych osób wzrośnie o kolejne 2 miliardy ludzi. Inwestycje w rolnictwo mają kluczowe znaczenie dla zwiększenia zdolności produkcyjnych, z kolei wprowadzenie zrównoważonych systemów produkcji żywności obniży ryzyko głodu.

#### Fakty

##### Głód
- Na świecie z powodu niedożywienia cierpi 815 milionów ludzi, tj. co dziewiąta osoba.
- Ogromna większość ludzi głodujących żyje w krajach rozwijających się, gdzie 12.9% populacji cierpi z powodu niedożywienia.
- Azja jest kontynentem, na którym żyje najwięcej ludzi głodujących – aż dwie trzecie jej populacji cierpi z tego powodu. W ostatnich latach odsetek głodujących w południowej Azji spadł, natomiast na zachodzie kontynentu nieznacznie wzrósł.
- Azja Południowa jest regionem odznaczający się największym odsetkiem głodujących – 281 milionów ludzi jest niedożywionych. Przewiduje się, że w Afryce Subsaharyjskiej w latach 2014–2016 na niedożywienie będzie cierpieć 23% populacji.
- Słabe odżywianie jest przyczyną prawie połowy (45%) śmierci dzieci poniżej piątego roku życia – 3,1 miliona dzieci umiera co roku z tego powodu.
- Co czwarte dziecko na świecie cierpi na zahamowanie wzrostu. W krajach rozwijających się zjawisko to może dotknąć co trzecie dziecko.
- 66 milionów dzieci chodzących do szkoły podstawowej w krajach rozwijających się cierpi głód, z czego 23 miliony w samej Afryce.

##### Bezpieczeństwo żywnościowe
- Najwięcej ludzi (40% obecnej światowej populacji) utrzymuje się z rolnictwa, które stanowi największe źródło przychodu i miejsc pracy dla ubogich gospodarstw wiejskich.
- 500 milionów małych gospodarstw rolnych na świecie, zależnych przede wszystkim od opadów deszczu, zaspokaja do 80% światowego zapotrzebowania na żywność w znacznej części rozwijającego się świata. Inwestowanie w małe gospodarstwa rolne jest istotne dla zwiększenia bezpieczeństwa żywnościowego najbiedniejszych ludzi, jak również dla produkcji żywności pojawiającej się na lokalnych i globalnych rynkach.
- Począwszy od lat 1900. utraciliśmy 75% światowej różnorodności w uprawach rolnych. Lepsze wykorzystanie bioróżnorodności w rolnictwie może przyczynić się do poprawy żywności, wzmocnienia środków utrzymania w społecznościach rolniczych oraz powstania bardziej odpornych i zrównoważonych systemów rolniczych.
- Gdyby kobiety miały taki sam dostęp do źródeł i środków jak mężczyźni, to liczba osób głodujących byłaby mniejsza o 150 milionów.
- 1,4 miliarda ludzi nie ma dostępu do elektryczności – większość z nich zamieszkuje obszary wiejskie w krajach rozwijających się. Niedostateczny dostęp do energii elektrycznej w wielu regionach to podstawowa bariera uniemożliwiająca zmniejszenie głodu na świecie. Z tego powodu nie możemy zapewnić, że w przyszłości zostanie wyprodukowana wystarczająca ilość żywności dla wszystkich ludzi.

#### Zadania (zamieszczone w Agendzie na Rzecz Zrównoważonego Rozwoju 2030)
2.1. Do 2030 roku wyeliminować głód i zapewnić wszystkim ludziom, w szczególności ubogim i narażonym na zagrożenia, w tym niemowlakom, dostęp do bezpiecznej, pożywnej żywności w wystarczającej ilości przez cały rok.
2.2. Do 2030 roku wyeliminować wszystkie formy niedożywienia. Do 2025 roku zrealizować uzgodnione na szczeblu międzynarodowym zadania dotyczące zaburzeń rozwoju fizycznego wśród dzieci poniżej piątego roku życia. Zapewnić pożywną żywność dla dorastających dziewcząt, ciężarnych i karmiących kobiet oraz osób starszych.
2.3. Do 2030 roku podwoić wydajność rolnictwa i dochody drobnych producentów żywności, w szczególności kobiet, ludności rdzennej, rodzin utrzymujących się z rolnictwa, pasterzy i rybaków. Zapewnić bezpieczny i równy dostępu do ziemi oraz innych zasobów i czynników produkcji, dostęp do wiedzy, usług finansowych i rynków oraz zwiększyć możliwości zatrudnienia poza sektorem rolniczym.
2.4. Do 2030 roku utworzyć systemy zrównoważonej produkcji żywności oraz wdrożyć praktyki odpornego rolnictwa mające zwiększyć wydajność i produkcję, podtrzymywać ekosystemy, wzmocnić zdolność przystosowania się do zmian klimatycznych, ekstremalnych zjawisk pogodowych, suszy, powodzi i innych katastrof, a także mające stopniowo poprawiać jakość gleby i gruntów.
2.5. Do 2020 roku zapewnić różnorodność genetyczną nasion, roślin uprawnych, zwierząt hodowlanych i udomowionych oraz powiązanych z nimi dzikich gatunków. Należy skutecznie zarządzać bankami nasion i roślin oraz różnorodnymi ich odmianami na poziomie krajowym, regionalnym i międzynarodowym, jak również promować dostęp do oraz uczciwy i sprawiedliwy podział korzyści płynących z eksploatacji zasobów genetycznych oraz związanej z nimi tradycyjnej wiedzy, zgodnie z ustaleniami na szczeblu międzynarodowym.
2.A. Zwiększyć inwestycje, w tym poprzez wzmocnioną współpracę międzynarodową, w infrastrukturę obszarów wiejskich, badania w dziedzinie rolnictwa i usług, rozwój technologii oraz banki zasobów genetycznych roślin i inwentarza żywego, by zwiększyć zdolność produkcyjną gospodarstw rolnych w krajach rozwijających się, zwłaszcza w tych najsłabiej rozwiniętych.
2.B. Ograniczyć i zapobiegać restrykcjom handlowym i nieprawidłowościom na światowych rynkach rolnych, w tym poprzez równoczesną likwidację wszystkich form rolnych subwencji eksportowych i wszystkich innych środków wywozowych o analogicznym działaniu, zgodnie z mandatem Rundy Rozwojowej z Doha.
2.C. Wprowadzić mechanizmy zapewniające prawidłowe funkcjonowanie rynków towarów żywnościowych i ich pochodnych oraz ułatwić dostęp do aktualnych informacji rynkowych, w tym do informacji o rezerwach żywnościowych, by ograniczyć ekstremalną niestabilność cen żywności.

### Cel 3: Zapewnić wszystkim ludziom w każdym wieku zdrowe życie oraz promować dobrobyt[10]
Dokonano znacznego postępu w zwiększaniu przewidywanej długości życia i ograniczaniu najczęstszych czynników powodujących śmiertelność dzieci i matek. Jednakże zmniejszenie śmiertelności okołoporodowej matek do poniżej 70 przypadków na 100 000 żywych urodzeń do 2030 roku wymaga poprawy opieki medycznej.
Zmniejszenie liczby przedwczesnych zgonów spowodowanych chorobami niezakaźnymi o 1/3 do 2030 roku wymaga również stosowania czystego paliwa do gotowania oraz sprawniejszej edukacji o szkodliwości palenia tytoniu.
Musimy kontynuować wzmożone prace nad pokonywaniem występowania wielu chorób i pojawiającymi się zagrożeniami zdrowotnymi. Zapewniając bardziej efektywne finansowanie systemów opieki zdrowotnej, poprawę warunków sanitarnych i higieny, dostęp do lekarzy oraz ograniczając zanieczyszczenie środowiska, możemy poczynić znaczące postępy w ratowaniu życia milionów ludzi.

#### Fakty

##### Zdrowie dzieci
- Każdego dnia umiera o 17,000 mniej dzieci niż w roku 1990. Jednak nadal co roku ponad 6 milionów dzieci umiera przed ukończeniem piątego roku życia.
- Od 2000 roku szczepienia przeciw odrze zapobiegły 15,6 milionom zgonów.
- Pomimo dokonanego ogólnoświatowego postępu, w Afryce Subsaharyjskiej i Azji Południowej stale wzrasta współczynnik umieralności wśród dzieci. Cztery na pięć zgonów dzieci poniżej piątego roku życia ma miejsce w tych regionach.
- Prawdopodobieństwo śmierci przed ukończeniem piątego roku życia jest dwukrotnie większe w przypadku dzieci urodzonych w rodzinach ubogich, niż w przypadku dzieci urodzonych w zamożniejszych rodzinach.
- Dzieci posiadające wykształcone matki, nawet takie które ukończyły tylko szkołę podstawową, mają większą szansę na przeżycie niż dzieci matek bez żadnego wykształcenia.

##### Zdrowie matek
- Od 2000 r. śmiertelność okołoporodowa zmniejszyła się o 37%.
- Od 1990 roku śmiertelność okołoporodowa spadła prawie o połowę.
- W Azji Wschodniej, Afryce Północnej i Azji Południowej śmiertelność okołoporodowa zmniejszyła się o około dwie trzecie.
- Jednak wskaźnik umieralności matek – liczba matek, które nie przeżyły porodu w porównaniu do liczby, które go przeżyły – w regionach rozwijających się jest wciąż 14 razy większy niż w regionach rozwiniętych.
- Coraz więcej kobiet otoczonych jest opieką przedporodową. W regionach rozwijających się wskaźnik dostępu do opieki przedporodowej wzrósł z poziomu 65% w 1990 r. do poziomu 83% w 2012 r.
- Tylko połowa kobiet w regionach rozwijających się jest objęta odpowiednią opieką zdrowotną.
- W większości regionów rozwijających się zmalała liczba nastolatków mających dzieci, lecz postęp pod tym względem zmniejsza się. W latach 1990. nastąpił duży wzrost stosowania środków antykoncepcyjnych, z kolei w latach 2000. nie odnotowano tak dużego wzrostu.
- Coraz więcej kobiet ma dostęp do świadczeń z zakresu planowania rodziny, jednakże zapotrzebowanie na takie usługi wzrasta w dość szybkim tempie.

##### HIV/AIDS, malaria i inne choroby
- W 2017 roku 36,9 mln ludzi na świecie było zakażonych wirusem HIV.
- W 2017 roku 21,7 mln osób korzystało z terapii antyretrowirusowej.
- W 2017 odnotowano 1,8 mln nowych przypadków zarażeń wirusem HIV.
- W 2017 roku na choroby związane z AIDS zmarło 940 000 osób.
- Od początku epidemii 77,3 mln osób zostało zakażonych wirusem HIV.
- Od początku epidemii 35,4 mln osób zmarło wskutek chorób związanych z AIDS.
- Gruźlica pozostaje główną przyczyną zgonów wśród osób zakażonych wirusem HIV, odpowiadając za około jeden na trzy zgony związane z AIDS.
- Na całym świecie dorastające dziewczęta i młode kobiety doświadczają nierównego traktowania ze względu na płeć, wykluczenia, dyskryminacji i przemocy, co zwiększa ryzyko zakażenia się przez nie wirusem HIV.
- Na całym świecie HIV/AIDS jest główną przyczyną śmierci wśród kobiet w wieku reprodukcyjnym.
- W Afryce AIDS jest główną przyczyną śmierci wśród dorastającej młodzieży pomiędzy 10. a 19. rokiem życia. AIDS jest na drugim miejscu wśród przyczyn zgonów na całym świecie.
- W latach 2000–2015 udało się zapobiec ponad 6,2 miliona zgonów z powodu malarii, przede wszystkim wśród dzieci poniżej piątego roku życia w Afryce Subsaharyjskiej. Szacuje się, że światowy wskaźnik zachorowalności obniżył się o 37%, a wskaźnik umieralności o 58%.

#### Zadania (zamieszczone w Agendzie na Rzecz Zrównoważonego Rozwoju 2030)
3.1. Do 2030 roku zmniejszyć globalny wskaźnik śmiertelności okołoporodowej do poziomu mniejszego niż 70 przypadków na 100 tysięcy żywych urodzeń.
3.2. Do 2030 roku wyeliminować przypadki zgonów wśród noworodków i dzieci poniżej piątego roku życia, którym można zapobiec. Wszystkie państwa będą dążyć do ograniczenia umieralności noworodków co najwyżej do poziomu 12 przypadków na tysiąc żywych urodzeń i umieralność dzieci poniżej piątego roku życia co najwyżej do poziomu 25 przypadków na tysiąc żywych urodzeń.
3.3. Do 2030 roku wyeliminować epidemie AIDS, gruźlicy, malarii i zaniedbanych chorób tropikalnych oraz zwalczyć wirusowe zapalenie wątroby, choroby przenoszone przez wodę oraz inne choroby zakaźne.
3.4. Do 2030 roku obniżyć o 1/3 przedwczesną umieralność z powodu chorób niezakaźnych poprzez zapobieganie i leczenie oraz promowanie zdrowia psychicznego i dobrostanu.
3.5. Wzmocnić zapobieganie i leczenie uzależnień od środków odurzających, w tym narkotyków oraz szkodliwego spożycia alkoholu.
3.6. Do 2020 roku zmniejszyć o połowę liczbę wszystkich rannych i ofiar śmiertelnych w wypadkach drogowych na świecie.
3.7. Do 2030 roku zapewnić powszechny dostęp do świadczeń z zakresu zdrowia seksualnego reprodukcyjnego, w tym planowania rodziny, informacji i edukacji oraz włączyć zdrowie reprodukcyjne do krajowych strategii i programów.
3.8. Zapewnić powszechną opiekę zdrowotną, w tym zabezpieczenie przed ryzykiem finansowym, dostęp do podstawowej opieki zdrowotnej wysokiej jakości oraz bezpiecznych, skutecznych, wysokiej jakości, przystępnych cenowo lekarstw i szczepionek.
3.9. Do 2030 roku znacząco obniżyć liczbę zgonów i chorób powodowanych przez niebezpieczne substancje chemiczne oraz zanieczyszczenie i skażenie powietrza, wody i gleby.
3.A. Wzmocnić proces wdrażania Ramowej Konwencji Światowej Organizacji Zdrowia o Ograniczeniu Użycia Tytoniu (World Health Organization Framework Convention on Tobacco Control).
3.B. Wspierać badania nad oraz opracowanie nowych szczepionek i lekarstw przeciwko chorobom zakaźnym i niezakaźnym, które dotykają przede wszystkim kraje rozwijające się. Zapewnić dostęp do podstawowych lekarstw i szczepionek po przystępnej cenie, zgodnie z Deklaracją z Doha dotyczącą Porozumienia w Sprawie Handlowych Aspektów Praw Własności Intelektualnej i Zdrowia Publicznego (Doha Declaration on Trade-Related Aspects of Intellectual Property Rights and Public Health), które potwierdza prawo krajów rozwijających się do korzystania w pełni z postanowień Porozumienia w Sprawie Handlowych Aspektów Praw Własności Intelektualnej (Agreement on Trade–Related Aspects of Intellectual Property Rights – TRIPS Agreement) w zakresie swobody ochrony zdrowia publicznego i w szczególności zapewnienia wszystkim dostępu do lekarstw.
3.C. Znacznie zwiększyć finansowanie ochrony zdrowia, jak również nabór, rozwój, szkolenie i utrzymanie pracowników opieki zdrowotnej w krajach rozwijających się, szczególnie w tych najmniej rozwiniętych oraz małych rozwijających się państwach wyspiarskich.
3.D. Wzmocnić zdolność wszystkich krajów, szczególnie państw rozwijających się, w dziedzinie wczesnego ostrzegania, redukcji ryzyka oraz zarządzania krajowym i globalnym ryzykiem w obszarze zdrowia.

### Cel 4: Zapewnić wszystkim edukację wysokiej jakości oraz promować uczenie się przez całe życie[11]
Wysokiej jakości edukacja stanowi podstawę dla polepszenia życia ludzi i zrównoważonego rozwoju.
Powszechny dostęp do edukacji poprawia jakość życia i umożliwia znalezienie innowacyjnych rozwiązań największych problemów współczesnego świata.
Obecnie ponad 265 milionów dzieci nie uczęszcza do szkoły, a 22% nie chodzi do szkoły podstawowej. Ponadto nawet dzieci uczące się w szkole nie potrafią czytać i liczyć.
Dokonano znacznego postępu w zwiększeniu dostępu do edukacji na wszystkich poziomach oraz liczby kształcących się osób, zwłaszcza kobiet i dziewcząt. Ogromnie wzrosła liczba osób posiadających podstawowe umiejętności pisania i czytania, należy jednak podjąć dalsze wysiłki na rzecz zrealizowania Celu w zakresie powszechnej edukacji. Na przykład chociaż w skali globalnej osiągnięto już równość chłopców i dziewcząt w dostępie do edukacji na poziomie podstawowym, to tylko niektóre państwa zrealizowały ten cel w odniesieniu do wszystkich jej poziomów.
Przyczyny niskiej jakości edukacji to brak odpowiednio wyszkolonych nauczycieli, złe warunki w szkołach oraz nierówny dostęp do szkół dzieci z obszarów wiejskich. Zapewnianie wysokiej jakości edukacji wiąże się z tworzeniem edukacyjnych programów stypendialnych, warsztatów dla nauczycieli, budowaniem szkół oraz poprawą dostępu do wody i energii elektrycznej w szkołach.

#### Fakty
- Wskaźnik liczby dzieci uczęszczających do szkoły podstawowej w krajach rozwijających się osiągnął 91%, wciąż jednak 57 milionów dzieci nie uczęszcza do szkoły.
- Więcej niż połowa dzieci nie chodzących do szkoły mieszka na obszarze Afryki Subsaharyjskiej.
- Szacuje się, że 50% dzieci nie uczęszczających do szkoły podstawowej żyje na terenach objętych konfliktami zbrojnymi.
- 617 milionów młodych ludzi na całym świecie nie posiada podstawowych umiejętności czytania, pisania i liczenia.

#### Zadania (zamieszczone w Agendzie na Rzecz Zrównoważonego Rozwoju 2030)
4.1. Do 2030 roku zapewnić wszystkim dziewczętom i chłopcom ukończenie nieodpłatnej, sprawiedliwej, dobrej jakości edukacji na poziomie podstawowym i ponadpodstawowym prowadzącej do efektywnych wyników w nauce, zgodnie z czwartym Celem.
4.2. Do 2030 roku zapewnić wszystkim dziewczętom i chłopcom dostęp do wysokiej jakości rozwoju we wczesnym dzieciństwie, opieki i edukacji przedszkolnej przygotowującej do rozpoczęcia edukacji na poziomie podstawowym.
4.3. Do 2030 roku zapewnić wszystkim kobietom i mężczyznom równy, przystępny cenowo dostęp do wysokiej jakości wykształcenia technicznego, zawodowego i wyższego, w tym do wyższych uczelni.
4.4. Do 2030 roku znacznie zwiększyć liczbę młodzieży i dorosłych, którzy posiadają odpowiednie umiejętności, w tym techniczne i zawodowe, potrzebne przy uzyskaniu zatrudnienia, znalezieniu godziwej pracy i rozwoju przedsiębiorczości.
4.5. Do 2030 roku wyeliminować nierówność płci w edukacji i zapewnić równy dostęp do edukacji na wszystkich poziomach oraz do szkoleń zawodowych dla najsłabszych grup, w tym dla osób niepełnosprawnych, ludności rdzennej oraz dla dzieci w trudnej sytuacji.
4.6. Do 2030 roku zapewnić, by młodzież i znaczny odsetek osób dorosłych, zarówno kobiet, jak i mężczyzn, nabyła umiejętność czytania, pisania oraz liczenia.
4.7. Do 2030 roku zapewnić, że wszyscy uczący się przyswoją wiedzę i nabędą umiejętności potrzebne do promowania zrównoważonego rozwoju, w tym między innymi przez edukację na rzecz zrównoważonego rozwoju i zrównoważonego stylu życia, praw człowieka, równości płci, promowania kultury pokoju i niestosowania przemocy, globalnego obywatelstwa oraz docenienia różnorodności kulturowej i wkładu kultury w zrównoważony rozwój
4.A. Tworzyć nowe i poprawić stan istniejących już placówek edukacyjnych, które powinny uwzględniać potrzeby dzieci, osób niepełnosprawnych, zarówno chłopców, jak i dziewcząt, a także zapewnić bezpieczne, wolne od przemocy, inkluzywne i produktywne środowisko nauczania dla wszystkich.
4.B. Do 2020 roku znacząco zwiększyć liczbę stypendiów dla obywateli krajów rozwijających się, w szczególności dla osób pochodzących z krajów najmniej rozwiniętych, małych państw wyspiarskich i krajów afrykańskich. Stypendia powinny ułatwić rekrutację na wyższe uczelnie, w tym dostęp do szkoleń zawodowych, technologii informacyjnych i komunikacyjnych, programów technicznych, inżynieryjnych i naukowych w krajach rozwiniętych i rozwijających się.
4.C. Do 2030 roku znacząco zwiększyć liczbę wykwalifikowanych nauczycieli, w tym w drodze międzynarodowej współpracy w zakresie szkolenia nauczycieli w krajach rozwijających się, szczególnie w krajach najmniej rozwiniętych i małych państwach wyspiarskich.

### Cel 5: Osiągnąć równość płci oraz wzmocnić pozycję kobiet i dziewcząt[12]
Realizacja Milenijnych Celów Rozwoju przyczyniła się do dokonania postępu w kwestii równości płci i wzmocnienia pozycji kobiet na świecie. Osiągnięto między innymi równy dostęp dziewcząt i chłopców do edukacji na poziomie podstawowym. Jednak w każdej części świata kobiety i dziewczęta nadal są dyskryminowane i cierpią z powodu przemocy.
Równość płci to nie tylko powszechne prawo człowieka, to także fundament zrównoważonego świata, w którym ludzie będą żyć w pokoju i dobrobycie.
Niestety co piąta kobieta w wieku 15–49 lat przyznaje, że w ciągu 12 miesięcy doświadczyła przemocy fizycznej lub seksualnej ze strony partnera. W 49 krajach nie ma obecnie przepisów chroniących kobiety przed przemocą domową. Odnotowano postęp w zwalczaniu szkodliwych praktyk, takich jak małżeństwa dzieci i okaleczanie żeńskich narządów płciowych. Praktyki te w ostatniej dekadzie spadły o 30%, jednakże wiele pozostaje do zrobienia, aby całkowicie wyeliminować takie zjawiska.
Zapewnienie kobietom i dziewczętom równego dostępu do edukacji, opieki zdrowotnej i godziwej pracy oraz do udziału w procesie decyzyjnym w sprawach politycznych i ekonomicznych wzmocni zrównoważone gospodarki i przyniesie korzyści społeczeństwom i całej ludzkości.
Wdrożenie nowych ram prawnych dotyczących równouprawnienia w miejscu pracy oraz zwalczanie szkodliwych praktyk wobec kobiet to działania niezbędne, aby położyć kres dyskryminacji ze względu na płeć występującej w wielu krajach.

#### Fakty
- Na całym świecie 750 milionów kobiet i dziewcząt wyszło za mąż przed ukończeniem 18 roku życia. Co najmniej 200 milionów kobiet i dziewcząt w 30 krajach zostało poddanych okaleczeniu narządów płciowych.

- Liczba dziewcząt w wieku 15–19 lat, poddawanych okaleczaniu narządów płciowych w 30 krajach, w których praktyki te występują najczęściej, spadła z 1 na 2 dziewczyny w 2000 roku do 1 na 3 dziewczyny do 2017 roku.

- W 18 krajach mężowie mogą prawnie uniemożliwić swoim żonom pracę, w 39 krajach córki i synowie nie mają takich samych praw do dziedziczenia, a 49 krajów nie posiada przepisów chroniących kobiety przed przemocą domową.

- Jedna na pięć kobiet i dziewcząt, w tym 19% w wieku od 15 do 49 lat, doświadczyła przemocy fizycznej lub seksualnej ze strony partnera w ciągu 12 miesięcy. Mimo to 49 krajów nie posiada przepisów prawnych, które chroniłyby kobiety przed przemocą.

- Mimo że odnotowano znaczny wzrost udziału kobiet w życiu politycznym, ich odsetek w parlamentach krajowych wynosi zaledwie 27%, tj. znacznie poniżej parytetu.

- W 46. państwach kobiety zajmują więcej niż 30% miejsc w narodowych parlamentach, w co najmniej jednej z izb.

- Tylko 52% kobiet w związkach małżeńskich lub partnerskich podejmuje decyzje dotyczące stosunków seksualnych, stosowania środków antykoncepcyjnych i opieki zdrowotnej.

- Na całym świecie kobiety stanowią zaledwie 13% właścicieli gruntów rolnych.

- Kobiety w Afryce Północnej zajmują mniej niż jedną piątą płatnych miejsc pracy w sektorach nierolniczych. Proporcja kobiet mających płatną pracę poza sektorem rolniczym zwiększyła się z poziomu 35% w 1990 roku do 41% w 2015 roku.

- Ponad 100 państw monitoruje proces przyznawania środków z budżetu na cele związane z równością płci.

- W Azji Południowej ryzyko zawarcia małżeństwa przez dziewczynki spadło od 2000 roku o ponad 40%.

#### Zadania (zamieszczone w Agendzie na Rzecz Zrównoważonego Rozwoju 2030)
5.1. Zakończyć dyskryminację we wszystkich formach wobec kobiet i dziewcząt na całym świecie.
5.2. Wyeliminować wszelkie formy przemocy wobec kobiet i dziewcząt w sferze publicznej i prywatnej, w tym handel ludźmi, wykorzystywanie seksualne i inne formy wyzysku.
5.3. Wyeliminować wszelkie krzywdzące praktyki, takie jak wczesne i przymusowe małżeństwa, małżeństwa dzieci, a także okaleczanie żeńskich narządów płciowych.
5.4. Docenić nieodpłatną opiekę i pracę w domu przez zapewnienie usług publicznych, infrastruktury, ochrony socjalnej oraz przez promowanie wspólnej odpowiedzialności w gospodarstwie domowym i rodzinie, zgodnie z krajowymi uwarunkowaniami.
5.5. Zapewnić kobietom pełny i efektywny udział w procesach decyzyjnych na wszystkich szczeblach w życiu politycznym, ekonomicznym i publicznym oraz równe szanse w pełnieniu funkcji przywódczych.
5.6. Zapewnić powszechny dostęp do ochrony zdrowia seksualnego i reprodukcyjnego oraz korzystanie z praw reprodukcyjnych, zgodnie z Programem Działań Międzynarodowej Konferencji na Rzecz Ludności i Rozwoju, Pekińską Platformą Działania i dokumentami końcowymi ich konferencji przeglądowych.
5.A. Przeprowadzić reformy zapewniające kobietom równe prawa w dostępie do zasobów ekonomicznych, prawa własności, sprawowania kontroli nad gruntami i innym mieniem, usług finansowych, dziedziczenia oraz zasobów naturalnych, zgodnie z prawem krajowym.
5.B. Upowszechnić korzystanie z technologii, w szczególności technologii informacyjnych i komunikacyjnych, by przyczyniać się do wzmocnienia pozycji kobiet.
5.C. Przyjąć oraz wzmocnić polityki i skuteczne ustawodawstwo promujące równość płci oraz wzmacniające pozycję kobiet i dziewcząt na wszystkich szczeblach.

### Cel 6: Zapewnić wszystkim ludziom dostęp do wody i warunków sanitarnych poprzez zrównoważoną gospodarkę zasobami wodnymi[13]
Każdy człowiek na świecie powinien mieć dostęp do czystej wody. Na naszej planecie mamy wystarczającą ilość wody, by tak się stało. Jednak z powodu słabej gospodarki czy złego stanu infrastruktury, każdego roku na choroby związane z nieodpowiednimi zasobami wody, słabymi warunkami sanitarnymi i złą higieną umierają miliony ludzi, przede wszystkim dzieci.
Niedostatek wody, jej słaba jakość i niewłaściwe warunki sanitarne mają negatywny wpływ na bezpieczeństwo żywnościowe i źródła utrzymania. Ograniczają także szansę biednych rodzin na podjęcie edukacji.
Obecnie ponad 2 miliardy ludzi żyje na obszarach, gdzie istnieje ryzyko ograniczonego dostępu do wody pitnej.
Szacuje się, że do 2050 roku co najmniej co czwarta osoba na świecie będzie mieszkać w kraju dotkniętym chronicznym lub okresowym deficytem wody pitnej. Susza dotyka jedne z najbiedniejszych rejonów świata, co tylko potęguje występowanie głodu i niedożywienia.
W ostatniej dekadzie odnotowano znaczny wzrost dostępu do wody pitnej i urządzeń sanitarnych, a ponad 90% ludności świata ma dostęp do polepszonych źródeł wody pitnej. Aby poprawić warunki sanitarne i dostęp do wody pitnej w krajach rozwijających się, w Afryce Subsaharyjskiej, Azji Środkowej, Azji Południowej, Azji Wschodniej i Azji Południowo-Wschodniej należy zwiększyć inwestycje w zarządzanie ekosystemami słodkowodnymi i urządzeniami sanitarnymi na poziomie lokalnym.

#### Fakty
- Co czwarty zakład opieki zdrowotnej nie posiada podstawowych usług wodnych.

- 3 na 10 osób nie ma dostępu do bezpiecznej wody pitnej, a 6 na 10 osób nie ma dostępu do bezpiecznych urządzeń sanitarnych.

- Co najmniej 892 miliony ludzi nadal praktykuje defekację na wolnym powietrzu.

- W latach 1990–2015 liczba ludzi korzystająca z ulepszonych źródeł wody pitnej wzrosła z poziomu 76% do 91%.

- Na niedostatek wody wciąż cierpi ponad 40% światowej populacji i przewiduje się, że odsetek ten nadal będzie zwiększał się. Ponad 1,7 miliarda ludzi żyję w dorzeczach rzek, w których zużywa się więcej wody, niż jej przybywa.

- 2,4 miliarda ludzi nie ma dostępu do podstawowych urządzeń sanitarnych, takich jak toalety czy latryny.

- Ponad 80% nieoczyszczonych ścieków powstałych w wyniku działalności człowieka ma ujście do rzek lub morza.

- W 80% gospodarstw domowych bez dostępu do wody przynoszeniem wody z okolicy obarcza się kobiety i dziewczęta.

- Każdego dnia średnio 1,000 dzieci umiera z powodu biegunki i jej powikłań, które są możliwymi do uniknięcia chorobami przenoszonymi przez wodę lub związanymi ze złymi warunkami sanitarnymi.

- Około 70% wody używanej do nawadniania pochodzi z rzek, jezior i podziemnych źródeł wody.

- Powodzie i inne katastrofy powiązane z wodą są przyczyną 70% wszystkich śmiertelnych przypadków poniesionych w wyniku klęsk żywiołowych.

#### Zadania (zamieszczone w Agendzie na Rzecz Zrównoważonego Rozwoju 2030)
6.1. Do 2030 roku zapewnić powszechny i sprawiedliwy dostęp do bezpiecznej wody pitnej po przystępnej cenie.
6.2. Do 2030 roku zapewnić dostęp do odpowiednich i godziwych warunków sanitarnych i higienicznych dla wszystkich oraz wyeliminować praktyki defekacji na świeżym powietrzu, przy czym należy zwrócić szczególną uwagę na potrzeby kobiet, dziewcząt i osób żyjących we wrażliwych sytuacjach.
6.3. Do 2030 roku poprawić jakość wody poprzez redukcję zanieczyszczeń, likwidowanie wysypisk śmieci, ograniczenie stosowania szkodliwych substancji chemicznych i innych szkodliwych materiałów. Zmniejszyć o połowę ilość nieoczyszczonych ścieków oraz znacząco podnieść poziom recyklingu i bezpiecznego ponownego użytkowania materiałów w skali globalnej.
6.4. Do 2030 roku znacząco podnieść efektywność wykorzystywania wody we wszystkich sektorach oraz zapewnić zrównoważony pobór wody oraz dostawy wody pitnej, by rozwiązać problem niedostatku wody i znacząco zmniejszyć liczbę ludzi cierpiących z tego powodu.
6.5. Do 2030 roku wdrożyć zintegrowane zarządzanie zasobami wodnymi na wszystkich poziomach, w tym poprzez współpracę transgraniczną.
6.6. Do 2020 roku zapewnić ochronę i odnowić ekosystemy zależne od wody, w tym tereny górskie, lasy, tereny podmokłe, rzeki, jeziora i wody podziemne.
6.A. Do 2030 roku rozszerzyć międzynarodową współpracę i wesprzeć budowę potencjału krajów rozwijających się, który umożliwi podejmowanie działań i opracowanie programów związanych z wodą i warunkami sanitarnymi, m.in. w takich dziedzinach jak: gromadzenie wody, odsalanie, efektywna gospodarka wodna, oczyszczanie ścieków, recykling i technologie ponownego wykorzystania wody.
6.B. Wspierać i wzmocnić udział lokalnych społeczności w poprawie gospodarowania zasobami wodnymi i infrastruktury sanitarnej.

### Cel 7: Zapewnić wszystkim dostęp do źródeł stabilnej, zrównoważonej i nowoczesnej energii po przystępnej cenie[14]
Pokonywanie wyzwań i korzystanie z licznych możliwości w dzisiejszym świecie wiąże się z dostępem do energii. Jest ona konieczna w wykonywaniu pracy, zapewnieniu bezpieczeństwa, walce ze zmianami klimatycznymi, produkcji żywności czy wysiłkach zwiększających krajowe dochody.
Nowe możliwości gospodarcze i miejsca pracy mogą zapewnić powszechny dostęp do energii, poprawę efektywności energetycznej i rozpowszechnienie energii odnawialnej. Przyczynią się także do tworzenia bardziej zrównoważonych i inkluzyjnych społeczności oraz zwiększenia odporności na skutki zmian klimatycznych.
Obecnie około 3 miliardów ludzi nie ma dostępu czystego paliwa do gotowania i jest narażonych na niebezpieczny poziom zanieczyszczenia powietrza. Ponadto, nieco mniej niż 1 miliard ludzi nie ma dostępu do elektryczności. Aż 50% z nich żyje w Afryce Subsaharyjskiej. W ostatniej dekadzie poczyniono postępy w zakresie wykorzystania odnawialnych źródeł energii elektrycznej pochodzących z wody, energii słonecznej i wiatru, a stosunek energii zużywanej na jednostkę PKB również spada.
Problem ten jest jednak daleki od rozwiązania. Należy zwiększyć dostęp do czystych paliw i technologii, a także zwiększyć wykorzystywanie odnawialnych źródeł energii w budynkach, transporcie i przemyśle. Należy również zwiększyć publiczne i prywatne inwestycje w energię oraz położyć większy nacisk na ramy regulacyjne i innowacyjne modele biznesowe w przekształceniu światowych systemów energetycznych.

#### Fakty
- 13% ludności świata nadal nie ma dostępu do nowoczesnej energii elektrycznej.
- 3 miliardy ludzi jest zależna od węgla, drewna i węgla drzewnego oraz odpadów pochodzenia zwierzęcego, które wykorzystywane są do gotowania i ogrzewania.
- Energia jest główną przyczyną zmian klimatycznych, stanowiąc około 60% światowej emisji gazów cieplarnianych.
- W 2012 roku, zanieczyszczenie emitowane podczas spalania paliwa opałowego spowodowało 4,3 mln zgonów, z czego 60% przypadków dotyczyło kobiet i dziewcząt.
- W 2015 roku udział energii odnawialnej w całkowitym zużyciu energii osiągnął 17,5%.

#### Zadania (zamieszczone w Agendzie na Rzecz Zrównoważonego Rozwoju 2030)
7.1. Do 2030 roku zapewnić powszechny dostęp do przystępnych cenowo, niezawodnych i nowoczesnych usług energetycznych.
7.2. Do 2030 roku znacząco zwiększyć udział odnawialnych źródeł energii w globalnym miksie energetycznym.
7.3. Do 2030 roku podwoić wskaźnik wzrostu globalnej efektywności zużycia energii.
7.A. Do 2030 roku zwiększyć międzynarodową współpracę ułatwiającą dostęp do badań nad czystą energią i technologii w obszarze energii odnawialnej, efektywności energetycznej oraz zaawansowanych i czystszych technologii paliw kopalnych, a także promować inwestowanie w infrastrukturę energetyczną i czyste technologie energetyczne.
7.B. Do 2030 roku rozbudować infrastrukturę i zmodernizować technologie umożliwiające dostęp do nowoczesnych i zrównoważonych usług energetycznych dla wszystkich mieszkańców krajów rozwijających się, w szczególności państw najmniej rozwiniętych, rozwijających się małych państw wyspiarskich i krajów śródlądowych, zgodnie z ich programami rozwojowymi.

### Cel 8: Promować stabilny, zrównoważony i inkluzywny wzrost gospodarczy, pełne i produktywne zatrudnienie oraz godną pracę dla wszystkich ludzi[15]
Mniej więcej połowa światowej populacji wciąż żyje za równowartość dwóch dolarów amerykańskich, podczas gdy stopa bezrobocia na świecie wynosi 5,7%. W zbyt wielu miejscach posiadanie pracy wcale nie chroni przed ubóstwem. Powolny i nierówny postęp w zakresie zatrudnienia wymaga przemyślenia i zmian polityk gospodarczych i społecznych, które mają wyeliminować ubóstwo.
Brak perspektyw na godziwą pracę, zbyt małe inwestycje i niska konsumpcja doprowadziły do naruszenia umowy społecznej, która stanowi podstawę społeczeństw demokratycznych. Zgodnie z nią, wszyscy mają korzystać z dokonanego postępu.
Mimo że na świecie średnie roczne tempo wzrostu realnego PKB na mieszkańca wzrasta, nadal istnieje wiele krajów rozwijających się, których tempo wzrostu spada. Kraje te coraz bardziej oddalają się od docelowej stopy wzrostu PKB w wysokości 7% ustalonej na rok 2030. Spadek wydajności pracy i wzrost stopy bezrobocia obniża standard życia z powodu niższych płac.
Zrównoważony wzrost gospodarczy wymaga od społeczeństw kształtowania warunków umożliwiających ludziom podejmowanie pracy wysokiej jakości, która napędza gospodarkę bez uszczerbku dla środowiska. Należy stworzyć nowe możliwości pracy oraz zapewnić godziwe warunki jej wykonywania dla całej ludności w wieku produkcyjnym.
Należy zwiększyć dostęp do usług finansowych, co umożliwi właściwe zarządzanie dochodami, gromadzenie majątku i dokonywanie skutecznych inwestycji. Zwiększenie środków na rozwój handlu, bankowości i infrastruktury rolnej przyczyni się również do zwiększenia wydajności ekonomicznej i zmniejszenia poziomu bezrobocia w najuboższych regionach świata.

#### Fakty
- Globalna stopa bezrobocia w 2017 roku wyniosła 5,6%, co oznacza znaczny spadek od 2000 roku, gdy wynosiła 6,4%.
- W 2016 roku 61% wszystkich pracowników na świecie było zatrudnionych nieformalnie, z czego 51% przypadków przypadało na sektory pozarolnicze.
- Mężczyźni zarabiają 12,5% więcej niż kobiety w 40 spośród 45 krajów, które posiadają dane na ten temat.
- Światowa luka płacowa pomiędzy wynagrodzeniem kobiet i mężczyzn wynosi 23%. Bez zdecydowanych działań wyrównanie wynagrodzeń zajmie kolejne 68 lat. Udział kobiet na rynku pracy wynosi 63%, a mężczyzn 94%.
- Pomimo rosnącej obecności kobiety w życiu publicznym, nadal wykonują one 2,6 razy więcej bezpłatnej opieki i pracy domowej niż mężczyźni.
- W latach 2016–2030 potrzebnych będzie 470 milionów miejsc pracy dla osób wchodzących na rynek pracy.

#### Zadania (zamieszczone w Agendzie na Rzecz Zrównoważonego Rozwoju 2030)
8.1. Utrzymać wzrost gospodarczy na jednego mieszkańca, biorąc pod uwagę krajowe uwarunkowania. Osiągnąć i utrzymać przynajmniej 7-procentowy roczny wzrost produktu krajowego brutto w krajach najmniej rozwiniętych.
8.2. Osiągnąć wyższy poziom wydajności gospodarczej poprzez dywersyfikację, modernizację technologiczną i innowacje, a także poprzez skupienie się na sektorach o wysokiej wartości dodanej oraz o wysokim wskaźniku pracochłonności.
8.3. Promować polityki rozwojowe wspierające działalność produkcyjną, tworzenie godziwych miejsc pracy, przedsiębiorczość, kreatywność i innowacje. Zachęcać do formalizacji i rozwoju mikro, małych i średnich przedsiębiorstw, w tym poprzez dostęp do usług finansowych.
8.4. Do 2030 roku stopniowo zwiększać efektywność wykorzystania bogactw naturalnych w globalnej konsumpcji i produkcji oraz dążyć do zerwania z zależnością między wzrostem gospodarczym i degradacją środowiska, zgodnie z dziesięcioletnimi programami ramowymi na rzecz zrównoważonej konsumpcji i produkcji, z wiodącą rolą krajów rozwiniętych.
8.5. Do 2030 roku zapewnić pełne i produktywne zatrudnienie oraz godną pracę dla wszystkich kobiet i mężczyzn, w tym dla młodych ludzi i osób z niepełnosprawnością; zapewnić jednakowe wynagrodzenie za pracę o jednakowej wartości.
8.6. Do 2020 roku znacznie zmniejszyć odsetek młodych ludzi pozostających bez pracy bądź nie uczestniczących w edukacji i szkoleniach.
8.7. Podjąć natychmiastowe i efektywne środki, by wyeliminować przymusową pracę, współczesne formy niewolnictwa i handel ludźmi; zakazać i wyeliminować najgorsze formy pracy dzieci, w tym rekrutację i wykorzystywanie dzieci-żołnierzy. Do 2025 roku wyeliminować pracę dzieci we wszystkich jej formach.
8.8. Chronić prawa pracownicze oraz promować bezpieczne środowisko pracy dla wszystkich, w tym dla pracowników, w tym pracowników – migrantów, w szczególności dla kobiet migrantek i osób mających niepewne zatrudnienie.
8.9. Do 2030 roku opracować i wdrożyć polityki promujące zrównoważoną turystykę, która tworzy miejsca pracy oraz promuje lokalną kulturę i produkty.
8.10. Zwiększyć zdolność krajowych instytucji finansowych, by ułatwić i rozszerzyć dostęp do bankowości, ubezpieczeń i usług finansowych dla wszystkich.
8.A. Zwiększyć wsparcie z zakresu Pomocy na Rzecz Rozwoju Handlu (Aid for Trade) na rzecz krajów rozwijających się, w szczególności państw najmniej rozwiniętych, w tym poprzez Wzmocniony Zintegrowany Ramowy Program Pomocy Technicznej na Rzecz Rozwoju Handlu dla Najsłabiej Rozwiniętych Państw (Enhanced Integrated Framework for Trade – Related Technical Assistance to Least Developed Countries).
8.B. Do 2020 roku opracować i wdrożyć globalną strategię zatrudnienia młodych ludzi oraz Globalny Pakt Pracy przygotowany przez Międzynarodową Organizację Pracy (Global Jobs Pact of the International Labour Organization).

### Cel 9: Budować stabilną infrastrukturę, promować zrównoważone uprzemysłowienie oraz wspierać innowacyjność[16]
W wielu krajach inwestowanie w infrastrukturę – transport, system irygacyjny, energię oraz technologie informacyjno-komunikacyjne – ma zasadnicze znaczenie dla osiągnięcia zrównoważonego rozwoju i wzmocnienia całych społeczeństw. Już od dawna wiemy, że wzrost produktywności i dochodów, poprawa opieki zdrowotnej i lepsza edukacja są zależne od inwestowania w infrastrukturę.
Produkcja manufakturowa jest ważną siłą napędową rozwoju gospodarczego i zatrudnienia. Obecnie jednak wartość dodana wytwarzania na mieszkańca wynosi jedynie 100 USD w krajach najsłabiej rozwiniętych w porównaniu z ponad 4500 USD w Europie i Ameryce Północnej. Choć emisja dwutlenku węgla podczas procesów wytwarzania w ciągu ostatniej dekady zmniejszyła się w wielu krajach, to tempo jej spadku nie jest równe na całym świecie.
U podstaw wysiłków zmierzających do realizacji celów środowiskowych leży postęp technologiczny, w tym zwiększanie efektywności materiałowej i energetycznej. Bez technologii i innowacji nie będzie industrializacji, a bez industrializacji nie będzie rozwoju.
Konieczne są większe inwestycje w wysoko zaawansowane technologie, aby zwiększyć wydajność produkcji manufakturowej. Należy zwrócić uwagę na rozwój usług w zakresie telefonów komórkowych, które zwiększają kontakty międzyludzkie.

#### Fakty
- W wielu krajach rozwijających się brakuje podstawowej infrastruktury drogowej, kanalizacji sanitarnej i wodnej, elektryczności i technologii informacyjno-komunikacyjnej.
- W wielu państwach afrykańskich, szczególnie tych o niższym dochodzie, niedostateczna infrastruktura zmniejsza produktywność przedsiębiorstw o około 40%
- Efekt multiplikacji miejsc pracy w wyniku industrializacji ma pozytywny wpływ na społeczeństwo. Każde miejsce pracy w zakładach o charakterze wytwórczym tworzy 2,2 miejsc pracy w innych sektorach.
- Najważniejsze znaczenie dla wczesnej fazy industrializacji mają małe i średniej wielkości przedsiębiorstwa prowadzące działalność produkcyjną i przetwórczą, które tworzą zazwyczaj najwięcej miejsc pracy. To one tworzą 90% światowego biznesu i zatrudniają 50–60% siły roboczej.
- Kraje najmniej rozwinięte mają ogromy potencjał gospodarczy w zakresie wytwarzania żywności i napojów (przemysł rolniczy), tekstyliów i odzieży. Dobrze także rokują dla przyszłości pokolenia, które odczuje korzyści zrównoważonego zatrudnienia i większej produktywności.
- Kraje o średnim dochodzie mogą czerpać korzyści z przemysłu i przetwórstwa metalowego, które oferuje całą gamę produktów poszukiwanych na międzynarodowych rynkach.
- W krajach rozwijających się tylko niecałe 30% produkcji rolniczej podlega uprzemysłowieniu. Z kolei w krajach o wysokim dochodzie odsetek ten wynosi 98%. To obrazuje jak wielkie możliwości dla krajów rozwijających się stwarza biznes rolniczy.
- 16% ludności świata nie ma dostępu do mobilnych sieci szerokopasmowych.
- Globalny udział wartości dodanej produkcji w PKB wzrósł z 15,2% w 2005 roku do 16,3% w 2017 roku, co jest wynikiem szybkiego wzrostu produkcji manufakturowej w Azji.

#### Zadania (zamieszczone w Agendzie na Rzecz Zrównoważonego Rozwoju 2030)
9.1. Rozwijać niezawodną, zrównoważoną i odporną infrastrukturę dobrej jakości, w tym infrastrukturę regionalną i transgraniczną, wspierającą rozwój gospodarczy i dobrobyt ludzi. Zapewnić wszystkim ludziom równy dostęp do infrastruktury po przystępnej cenie.
9.2. Promować inkluzywną i zrównoważoną industrializację; do 2030 roku znacznie zwiększyć udział przemysłu w zatrudnieniu i wytwarzaniu PKB, biorąc pod uwagę uwarunkowania krajowe; podwoić ten udział w krajach najsłabiej rozwiniętych.
9.3. Zwiększyć dostęp małych i innych przedsiębiorstw, w tym przemysłowych, w szczególności w krajach rozwijających się, do usług finansowych i przystępnych kredytów oraz włączyć je w łańcuchy wartości i zapewnić udział w rynku.
9.4. Do 2030 roku podwyższyć jakość infrastruktury i wprowadzić zrównoważony rozwój przemysłu przez zwiększenie efektywności wykorzystania zasobów oraz stosowanie czystych i przyjaznych dla środowiska technologii i procesów produkcyjnych, przy udziale wszystkich krajów, zgodnie z ich możliwościami.
9.5. Do 2030 roku wzmocnić badania naukowe i podnieść poziom technologiczny sektora przemysłowego we wszystkich krajach, szczególnie w rozwijających się, w tym poprzez innowacje, znaczne zwiększenie liczby pracowników sektora badawczo-rozwojowego na każdy milion osób oraz poprzez zwiększanie publicznych i prywatnych nakładów finansowych na rozwój.
9.A. Ułatwić rozwój zrównoważonej i odpornej infrastruktury w krajach rozwijających się poprzez wzmocnienie wsparcia finansowego, technologicznego i technicznego dla krajów afrykańskich, najmniej rozwiniętych, w tym pozbawionych dostępu do morza i małych krajów wyspiarskich.
9.B. Wspierać krajowy rozwój technologiczny, badania i innowacyjność w krajach rozwijających się, w tym poprzez prowadzenie sprzyjającej polityki m.in. dla dywersyfikacji przemysłowej i zwiększania wartości dodanej dla dóbr.
9.C. Do 2020 roku znacząco zwiększyć dostęp do technologii informacyjnych i komunikacyjnych oraz dążyć do zapewnienia przystępnego i powszechnego dostępu do Internetu w krajach najmniej rozwiniętych.

### Cel 10: Zmniejszyć nierówności w krajach i między krajami[17]
Społeczność międzynarodowa dokonała znacznych postępów w wyciąganiu ludzi z biedy. Jednak najbardziej wrażliwe narody – kraje najmniej rozwinięte, kraje bez dostępu do morza i małe państwa wyspiarskie – nadal pozostają zagrożone ubóstwem i dążą do jego ograniczenia. Na świecie wciąż utrzymują się nierówności i nie wszyscy mają zapewniony równy dostęp do opieki zdrowotnej, edukacji i innych dóbr.
Coraz bardziej staje się jasne, że sam wzrost gospodarczy nie wystarczy, by obniżyć skalę ubóstwa. Konieczne jest, by każdy człowiek mógł korzystać z inkluzyjnego postępu gospodarczego, opartego na trzech filarach zrównoważonego rozwoju – ekonomicznym, społecznym i środowiskowym.
Udało się zredukować nierówności w dochodach zarówno wewnątrz poszczególnych krajów, jak i między krajami. Dochód na mieszkańca w 60 z 94 krajów udostępniających dane wzrósł szybciej niż średnia krajowa. Odnotowano również postępy w tworzeniu korzystnych warunków dla eksportu z krajów najsłabiej rozwiniętych.
Uwzględnianie potrzeb osób pokrzywdzonych i grup marginalizowanych powinno stać się powszechną zasadą stosowaną w politykach dążących do zmniejszenia nierówności.
Konieczne jest rozszerzenie bezcłowego traktowania i wspieranie eksportu z krajów rozwijających się, a także zwiększenie puli głosów przypadających krajom rozwijającym się w Międzynarodowym Funduszu Walutowym. Ponadto, innowacje technologiczne mogą pomóc w zmniejszeniu kosztów transferu pieniędzy pracowników-migrantów.

#### Fakty
- W 2016 roku ponad 64,4% produktów eksportowanych przez kraje najsłabiej rozwinięte na rynki światowe było objętych zerowymi stawkami celnymi, co stanowi wzrost o 20% od 2010 roku.
- Badania dotyczące krajów rozwijających się potwierdzają, że wskaźnik umieralności dzieci poniżej piątego roku życia w regionach skupiających 20% najbiedniejszej ludności świata jest trzykrotnie wyższy niż wskaźnik dotyczący bogatszych regionów.
- W skali światowej znacząco wzrósł poziom ochrony socjalnej, mimo to istnieje pięciokrotnie większe prawdopodobieństwo, że osoby z niepełnosprawnością poniosą duże większe koszty zdrowotne niż osoby pełnosprawne.
- Pomimo ogólnego spadku śmiertelności okołoporodowej w większości państw rozwijających się, kobiety zamieszkujące obszary wiejskie wciąż są narażone na 3 razy większe ryzyko zgonu z powody powikłań okołoporodowych niż kobiety mieszkające w miastach.
- Prawie 30% nierówności w dochodach wynika z nierówności występujących w gospodarstwach domowych, w tym z braku równego statusu kobiet i mężczyzn. Kobiety częściej niż mężczyźni żyją poniżej 50% mediany dochodu.

#### Zadania (zamieszczone w Agendzie na Rzecz Zrównoważonego Rozwoju 2030)
10.1. Do 2030 roku stopniowo osiągać i utrzymywać wzrost dochodu uzyskiwanego przez najbiedniejsze 40% populacji na poziomie wyższym niż średnia krajowa.
10.2. Do 2030 roku promować i wzmocnić inkluzję społeczną, gospodarczą i polityczną wszystkich ludzi, bez względu na wiek, płeć, niepełnosprawność, rasę, pochodzenie etniczne, narodowość, religię lub status ekonomiczny bądź inny.
10.3. Zapewnić równe szanse oraz zmniejszać istniejące nierówności poprzez eliminowanie dyskryminujących praw, polityk i praktyk oraz promować odpowiednią legislację, polityki i działania w tej dziedzinie.
10.4. Przyjąć polityki, w szczególności fiskalną, ochrony socjalnej i wynagrodzeń oraz stopniowo osiągać większą równość.
10.5. Poprawić regulacje i monitorowanie globalnych rynków i instytucji finansowych, oraz wzmocnić wdrażanie tych regulacji.
10.6. Wzmocnić reprezentację i głos krajów rozwijających się w procesie decyzyjnym w międzynarodowych instytucjach gospodarczych i finansowych, by budować bardziej skuteczne, wiarygodne, odpowiedzialne i praworządne instytucje.
10.7. Ułatwiać przemyślaną, bezpieczną, regularną i odpowiedzialną migrację oraz przepływ ludzi, w tym poprzez implementację zaplanowanych i dobrze zarządzanych polityk migracyjnych.
10.A. Wprowadzić w życie zasadę specjalnego i zróżnicowanego traktowania krajów rozwijających się, w szczególności tych najmniej rozwiniętych, zgodnie z wytycznymi Światowej Organizacji Handlu.
10.B. Zapewnić oficjalną pomoc rozwojową (Official Development Assistance) i przepływ środków finansowych, w tym bezpośrednie inwestycje zagraniczne do krajów najbardziej potrzebujących, w szczególności do państw najmniej rozwiniętych, krajów afrykańskich, małych państw wyspiarskich i tych bez dostępu do morza, zgodnie z krajowymi planami i programami tych krajów.
10.C. Do 2030 roku zmniejszyć koszty transakcyjne zagranicznych przekazów pieniężnych do mniej niż 3% i wyeliminować przekazy, których koszty wynoszą więcej niż 5%.

### Cel 11: Uczynić miasta i osiedla ludzkie bezpiecznymi, stabilnymi, zrównoważonymi oraz sprzyjającymi włączeniu społecznemu[18]
Miasta są ośrodkami kultury i nauki, przemysłu i produktywności oraz rozwoju społecznego, to tu także rodzą się nowe idee. Gdy miasto rozkwita, ludzie czerpią korzyści z rozwoju społecznego i ekonomicznego.
W związku z przewidywanym wzrostem liczby ludzi zamieszkujących obszary miejskie do 5 miliardów do 2030 roku, należy wdrożyć skuteczne praktyki w zakresie planowania i zarządzania terenami miejskim, pozwalające sprostać wyzwaniom związanym z urbanizacją.
Jednakże przed miastami stoi wyzwanie związane z ich zarządzaniem. Powstaje pytanie – w jaki sposób dążyć do pomyślnego rozwoju miast i tworzenia miejsc pracy bez nadmiernej eksploatacji ziemi i nie nadwerężając środków? Inne wyzwania dotyczą przeludnienia, braku funduszy na podstawowe usługi, braku odpowiedniego budownictwa mieszkaniowego oraz pogarszającej się infrastruktury.
Należy stawić czoło wyzwaniom związanym z gwałtowną urbanizacją (np. bezpieczna utylizacja i gospodarka odpadami w miastach). Miasta powinny rozwijać się, jednocześnie musimy zadbać o poprawę efektywności wykorzystania zasobów, dążyć do ograniczenia zanieczyszczeń i przeciwdziałać ubóstwu. Jednym z takich przykładów jest polepszenie gospodarowania odpadami komunalnymi. W przyszłości miasta powinny zapewnić równe możliwości wszystkim ludziom oraz dostęp do podstawowych usług, energii, mieszkalnictwa, transportu i innych.

#### Fakty
- Obecnie 3,5 miliarda ludzi – tj. połowa populacji ludzkiej – mieszka w miastach, a według prognoz do 2030 roku w miastach będzie mieszkać 5 miliardów ludzi.
- W nadchodzących dekadach na kraje rozwijające się przypadnie 95% ekspansji urbanistycznej.
- Dziś 883 milionów ludzi mieszka w slumsach, głównie we wschodniej i południowo-wschodniej Azji.
- Miasta na świecie zajmują zaledwie około 3% obszaru Ziemi, jednocześnie zużywają one 60–80% energii i wytwarzają 75% emisji dwutlenku węgla.
- Gwałtowna urbanizacja wywiera wpływ na wielkość zasobów słodkiej wody, ilość ścieków, środowisko naturalne i zdrowie publiczne.
- W 2016 roku 90% mieszkańców miast oddychało zanieczyszczonym powietrzem. Wskutek zanieczyszczenia powietrza zmarło 4,2 mln ludzi. Ponad połowa światowej populacji miejskiej była narażona na poziom zanieczyszczenia powietrza co najmniej 2,5 razy wyższy niż wynosi poziom dopuszczalny.

#### Zadania (zamieszczone w Agendzie na Rzecz Zrównoważonego Rozwoju 2030)
11.1. Do 2030 roku zapewnić wszystkim ludziom dostęp do odpowiednich, bezpiecznych i przystępnych cenowo mieszkań oraz podstawowych usług, a także poprawić warunki życia w slumsach.
11.2. Do 2030 roku zapewnić wszystkim ludziom dostęp do bezpiecznych, przystępnych cenowo i trwałych systemów transportu, podnieść poziom bezpieczeństwa na drogach, zwłaszcza poprzez rozwijanie transportu publicznego. Należy zwrócić szczególną uwagę na potrzeby grup wrażliwych, kobiet, dzieci, osób niepełnosprawnych i osób starszych.
11.3. Do 2030 roku zwiększyć stopień inkluzji, zapewnić zrównoważoną urbanizację i partycypację w zintegrowanym i zrównoważonym planowaniu i gospodarowaniu osiedlami ludzkimi we wszystkich krajach.
11.4. Wzmocnić wysiłki na rzecz ochrony i zabezpieczenia światowego dziedzictwa kulturowego i przyrodniczego.
11.5. Do 2030 roku znacząco zmniejszyć liczbę zgonów w wyniku katastrof naturalnych, w tym powodzi oraz zmniejszyć liczbę osób nimi dotkniętych; znacząco obniżyć bezpośrednie straty ekonomiczne w stosunku do globalnego PKB, poniesione w wyniku katastrof, skupiając się na ochronie osób ubogich i grup szczególnie wrażliwych.
11.6. Do 2030 roku obniżyć niekorzystny wskaźnik negatywnego oddziaływania miasta na środowisko per capita, zwracając szczególną uwagę na jakość powietrza oraz gospodarowanie odpadami komunalnymi i innymi zanieczyszczeniami.
11.7. Do 2030 roku zapewnić łatwy i powszechny dostęp do bezpiecznych i inkluzyjnych terenów zielonych i przestrzeni publicznej, szczególnie kobietom, dzieciom, osobom starszym i osobom z niepełnosprawnością.
11.A. Wspierać korzystne ekonomicznie, społecznie i środowiskowo połączenia pomiędzy obszarami miejskimi, podmiejskimi i wiejskimi poprzez wzmocnienie krajowego i regionalnego planowania rozwoju.
11.B. Do 2020 roku znacząco zwiększyć liczbę miast i osiedli ludzkich korzystających z opracowań i wdrażających zintegrowane polityki i plany dążących do zwiększenia inkluzji i wydajności wykorzystywania zasobów, łagodzenia skutków i przystosowania do zmian klimatycznych, odporności na skutki katastrof. Należy rozwijać i wdrażać kompleksowe zarządzanie ryzykiem katastrof na wszystkich poziomach, zgodnie z Ramami Działania na Rzecz Ograniczania Ryzyka Katastrof na lata 2015–2030 (Sendai Framework for Disaster Risk Reduction 2015- 2030).
11.C. Wspierać kraje najmniej rozwinięte, w tym poprzez pomoc finansową i techniczną, w budowaniu zrównoważonych i odpornych budynków, wykorzystując lokalne materiały.

### Cel 12: Zapewnić wzorce zrównoważonej konsumpcji i produkcji[19]
Zrównoważona konsumpcja i produkcja są związane z promowaniem efektywnego zużycia energii i innych zasobów, trwałej infrastruktury, dostępu do podstawowych usług, godziwych miejsc pracy, w tym w sektorze środowiskowym oraz lepszej jakości życia. Korzystanie z takich wzorców pomaga przy realizacji planów rozwojowych, obniża koszty gospodarcze, środowiskowe i społeczne, wzmacnia konkurencyjność gospodarczą i ogranicza skalę ubóstwa.
W chwili obecnej wzrasta zużycie zasobów naturalnych, szczególnie na terenach Azji Wschodniej. Wiele krajów nadal wzmaga się z wyzwaniami związanymi z zanieczyszczeniem powietrza, wody i gleby.
Zrównoważona konsumpcja i produkcja dążą do tego, by ‘dokonać czegoś lepiej i więcej przy użyciu mniejszych środków’. Prowadzi do zwiększenia korzyści netto z działalności gospodarczej poprzez zmniejszenie zużycia środków oraz zmniejszenia skali degradacji i zanieczyszczeń, jednocześnie poprawiając jakość życia.
Zrównoważona konsumpcja i produkcja wymagają systematycznego podejścia i współpracy podmiotów uczestniczących w całym łańcuchu dostaw, począwszy od producentów, a skończywszy na konsumentach. Proces ten zakłada prowadzenie działań edukacyjnych i innych dla konsumentów, mających podnieść ich świadomość na temat zrównoważonej konsumpcji oraz związanym z nią stylem życia poprzez m.in. prowadzenie akcji informacyjnych na temat standardów i oznakowania produktów, czy też angażowanie konsumentów w kwestie zamówień publicznych.

#### Fakty
- Jeśli, zgodnie z szacunkami, populacja świata do 2050 roku wzrośnie do 9,6 miliarda, to do prowadzenia dotychczasowego stylu życia będziemy potrzebować bogactw naturalnych w ilościach odpowiadających trzykrotności zasobów naszej planety.
- Wraz ze wzrostem wykorzystania minerałów niemetalicznych w infrastrukturze i budownictwie nastąpiła znaczna poprawa standardu życia. Ślad materiałowy na mieszkańca w krajach rozwijających się wzrósł z 5 ton metrycznych w 2000 roku do 9 ton metrycznych w 2017 roku.
- 93% z 250 największych firm na świecie udostępnia sprawozdania na temat swoich działań w zakresie zrównoważonego rozwoju.

##### Woda
- Mniej niż 3% światowych zasobów wody nadaje się do picia, z czego 2,5% to zamarznięta woda na Antarktyce, Arktyce i w lodowcach. Tylko 0,5% pitnej wody jest wykorzystywana na potrzeby ludzi i ekosystemów.
- Człowiek zanieczyszcza wodę szybciej niż przyroda jest w stanie ją oczyścić w drodze recyklingu, w rzekach i jeziorach.
- Ponad 1 miliard ludzi na świecie nadal nie ma dostępu do wody pitnej.
- Nadmierne zużycie wody przyczynia się do globalnych napięć związanych z jej brakiem.
- Woda występująca w przyrodzie nic nie kosztuje, lecz infrastruktura potrzebna do jej dostarczania jest droga.

##### Energia
- Gdyby ludzie na całym świecie korzystali z energooszczędnych żarówek, zaoszczędzono by 120 miliardów USD rocznie.
- Pomimo rozwoju technologii promujących efektywne korzystanie z energii, jej zużycie w krajach OECD wzrośnie o 35% do roku 2020. Konsumpcja energii w celach komercyjnych i mieszkalnych to po transporcie drugi obszar jej globalnego zużycia.
- W 2002 roku rynek samochodowy w krajach OECD składał się z 550 milionów pojazdów, z czego 75% stanowiły samochody prywatne. Przewiduje się, że do 2020 roku liczba samochodów prywatnych wzrośnie o 32%. W tym samym czasie wzrośnie wskaźnik przejechanych kilometrów o 40%, a liczba przelotów samolotowych potroi się.
- Gospodarstwa domowe pochłaniają 29% globalnej energii i przyczyniają się do emitowania 21% dwutlenku węgla
- W 2015 roku udział energii odnawialnej w całkowitym zużyciu energii wynosił 17,5%.

##### Żywność
- Nie tylko produkowanie żywności wywiera duży wpływ na środowisko (rolnictwo, przetwarzanie żywności). Również gospodarstwa domowe, poprzez wybór produktów żywnościowych, sposobu odżywiania się i przyzwyczajenia wpływają na swoje otoczenie, ilość konsumowanej energii i marnotrawionej żywności.
- Każdego roku około 1/3 całej wyprodukowanej żywności – tj. 1,3 mld ton pożywienia o wartości około 1 biliona dolarów – marnuje się w domach lub sklepach albo psuje się z powodu złego transportu i praktyk związanych ze zbiorami.
- 2 miliardy ludzi na całym świecie ma nadwagę lub cierpi na otyłość.
- Degradacja ziemi i obniżająca się urodzajność gleby, niezrównoważone zużycie wody, nadmierne rybołówstwo i degradacja środowiska morskiego – to wszystko zmniejsza zdolność środowiska naturalnego w zakresie zapewnienia nam żywności.
- W skali globalnej sektor żywnościowy pochłania 30% skonsumowanej energii i odpowiada za 22% całkowitej emisji gazów cieplarnianych.

#### Zadania (zamieszczone w Agendzie na Rzecz Zrównoważonego Rozwoju 2030)
12.1. Wdrożyć dziesięcioletnie programy dotyczące zrównoważonej konsumpcji i produkcji dla wszystkich krajów, przy czym kraje rozwinięte powinny tym działaniom przewodzić, z uwzględnieniem stopnia rozwoju i możliwości krajów rozwijających się.
12.2. Do 2030 roku zapewnić zrównoważone zarządzanie i efektywne zużycie zasobów naturalnych.
12.3. Do 2030 roku zmniejszyć o połowę globalną ilość marnowanej żywności per capita w sprzedaży detalicznej i konsumpcji, zmniejszyć straty żywnościowe w procesie produkcji i dystrybucji, w tym straty powstałe podczas zbiorów.
12.4. Do 2020 roku zapewnić stabilne i ekologiczne zarządzanie chemikaliami i wszystkimi odpadami podczas ich całego cyklu życia, w zgodzie z ustaleniami międzynarodowymi. Znacząco zmniejszyć poziom tych substancji w powietrzu, wodzie i glebie, tym samym minimalizując ich negatywny wpływ na zdrowie człowieka i środowisko.
12.5. Do 2030 roku istotnie obniżyć poziom generowania odpadów poprzez prewencję, redukcję, recykling i ponowne użycie.
12.6. Zachęcać przedsiębiorstwa, w szczególności te duże i międzynarodowe, do wdrażania praktyk w zakresie zrównoważonego rozwoju i uwzględniania informacji na ten temat w swoich cyklicznych raportach.
12.7. Promować praktyki w zakresie zrównoważonych zamówień publicznych, zgodne z polityką i priorytetami krajowymi.
12.8. Do 2030 roku zapewnić dostęp do istotnych informacji i podnieść świadomość wszystkich ludzi na całym świecie w zakresie zrównoważonego rozwoju i stylu życia w zgodzie z naturą.
12.A. Wspierać kraje rozwijające się we wzmacnianiu ich zdolności naukowych i technologicznych dążących do utworzenia bardziej zrównoważonych wzorców konsumpcyjnych i produkcyjnych.
12.B. Rozwijać i wdrażać narzędzia monitorujące wpływ zrównoważonego rozwoju na zrównoważoną turystykę tworzącą miejsca pracy oraz promującą lokalną kulturę i produkty.
12.C. Zracjonalizować nieefektywne subwencje na paliwa kopalne, sprzyjające ich zbędnemu zużyciu, poprzez usunięcie nieprawidłowości rynkowych, zgodnie z uwarunkowaniami krajowymi, w tym poprzez restrukturyzację podatków i stopniowe wycofywanie szkodliwych dotacji tam, gdzie one występują, odnotowując ich wpływ na środowisko, w pełni biorąc pod uwagę specyficzne potrzeby i uwarunkowania krajów rozwijających się oraz minimalizować możliwy niekorzystny wpływ na ich rozwój, w sposób który chroni ubogie i narażone społeczności.

### Cel 13: Podjąć pilne działania w celu przeciwdziałania zmianom klimatu i ich skutkom[20]
Obecne zmiany klimatyczne są odczuwane w każdym kraju na wszystkich kontynentach. Zakłócają one rozwój krajowych gospodarek oraz zagrażają życiu ludzkiemu i całym społeczeństwom. Już teraz przeciwdziałanie zmianom klimatycznym jest kosztowne, a w przyszłości będziemy wydawać jeszcze więcej.
Ludzie doświadczają poważnych skutków zmian klimatycznych, w tym związanych ze zmianą wzorców pogodowych, podniesieniem poziomu morza oraz ekstremalnymi zjawiskami pogodowymi. Emisja gazów cieplarnianych, powstałych w wyniku działań człowieka ciągle rośnie i napędza zmiany klimatu. Nigdy dotąd wskaźnik emisji gazów cieplarnianych nie był tak wysoki. Jeśli nie podejmiemy działań, to zgodnie z przewidywaniami, średnia temperatura globu w obecnym stuleciu zwiększy się do ponad 3⁰ Celsjusza, przy czym w niektórych regionach świata będzie ona jeszcze wyższa.
To najbiedniejsze kraje i wrażliwe grupy społeczne najbardziej cierpią z powodu zmian klimatycznych. Obecnie dostępne są skuteczne i niekosztowne rozwiązania, które mogą pomóc krajom w przejściu na odporną, opartą na czystszych technologiach gospodarkę. Zmiany w tym zakresie zachodzą coraz szybciej, ponieważ coraz więcej ludzi korzysta z odnawialnych źródeł energii i innych środków, które ograniczają emisje gazów cieplarnianych i wzmacniają wysiłki adaptacyjne.
Przeciwdziałanie zmianom klimatycznym jest wyzwaniem globalnym, które nie uznaje granic państwowych. Emisja gazów cieplarnianych w jakimkolwiek miejscu na ziemi dotyka ludzi na całym świecie. Kwestia ta wymaga skoordynowanej współpracy i rozwiązań wypracowanych na szczeblu międzynarodowym. Tylko w ten sposób możemy pomóc krajom rozwijającym przejść na gospodarkę niskoemisyjną.
Podczas Konferencji Narodów Zjednoczonych w sprawie zmian klimatu – COP21 w Paryżu – zostało przyjęte porozumienie paryskie, które weszło w życie w listopadzie 2016 roku. Ma ono wzmocnić globalne działania powstrzymujące zmiany klimatyczne. Wszystkie kraje, które zawarły porozumienie, zobowiązały się pracować nad ograniczeniem globalnego wzrostu temperatury do poniżej 2. stopni Celsjusza. Do kwietnia 2018 roku 175 państw ratyfikowało porozumienie paryskie, a 10 krajów rozwijających się przedstawiło swoje krajowe plany adaptacyjne w zakresie reagowania na zmiany klimatu.

#### Fakty
- Do kwietnia 2018 roku 175 państw ratyfikowało porozumienie paryskie, a 168 przekazało Sekretariatowi Ramowej Konwencji Narodów Zjednoczonych w Sprawie Zmian Klimatu informacje o przekazanych środkach.
- Do kwietnia 2018 roku 10 krajów rozwijających się przedłożyło pierwsze plany adaptacyjne w zakresie reagowania na zmiany klimatu.
- Co roku kraje rozwinięte mobilizują środki finansowe w wysokości 100 mld USD na działania łagodzące skutki zmian klimatycznych.

#### Międzyrządowy Zespół ds. Zmian Klimatu(Intergovernmental Panel on Climate Change) informuje
- W latach 1880–2012 średnia światowa temperatura uległa podwyższeniu o 0.85⁰ Celsjusza. Zobrazowując, wzrost temperatury o 1⁰ Celsjusza skutkuje pięcioprocentowym obniżeniem poziomu zbioru zbóż. W latach 1981–2002 z powodu ocieplenia klimatu odnotowano znaczne obniżenie poziomu zbiorów kukurydzy, pszenicy i innych znaczących upraw w wysokości 40 megaton rocznie.
- Temperatura wód oceanicznych podniosła się, zmniejszyła się ilość opadów śniegu, zmalała pokrywa lodowa, podniósł się poziom mórz. W latach 1901–2010 średni poziom mórz na świecie wzrósł o 19 cm, ponieważ z powodu ocieplenia klimatu i topnienia lodowców powiększyły się oceany. Od 1979 roku wielkość powierzchni lodów na Morzu Arktycznym ulega stałemu zmniejszeniu. W każdej dekadzie topnieje 1.07 miliona km² pokrywy lodowej.
- Zakładając, że utrzymany zostanie obecny poziom koncentracji i wielkość emisji gazów cieplarnianych, to pod koniec obecnego stulecia temperatura na Ziemi wzrośnie o ponad 1,5⁰ Celsjusza w porównaniu do lat 1850–1900. Jednocześnie wzrośnie temperatura wód oceanicznych i nadal będzie topnieć pokrywa lodowa. Szacuje się, że do 2065 roku średni poziom mórz podwyższy się o 24 – 30 cm, zaś do 2100 roku o 40–63 cm. Większość skutków zmian klimatu utrzyma się przez kolejne wieki, nawet jeśli uda nam się zahamować emisję gazów cieplarnianych.
- Od 1990 roku emisja dwutlenku węgla na świecie wzrosła o prawie 50%.
- W latach 2000–2010 globalna emisja dwutlenku węgla (CO₂) rosła szybciej niż w każdej z trzech poprzednich dekad.
- Wciąż jest możliwe, by przy użyciu szerokiego wachlarza środków technologicznych i zmianie wzorców zachowania doszło do obniżenia tempa wzrostu średniej temperatury na Ziemi o 2⁰ Celsjusza w stosunku do poziomu w okresie przedindustrialnym.
- Zmiany instytucjonalne i technologiczne dają większą niż zerową szansę, że wskaźnik ocieplenia klimatu nie przekroczy tego progu.

#### Zadania (zamieszczone w Agendzie na Rzecz Zrównoważonego Rozwoju 2030)
13.1. Wzmocnić zdolności adaptacyjne i odporność na zagrożenia klimatyczne i katastrofy naturalne we wszystkich krajach.
13.2. Włączyć działania na rzecz przeciwdziałania zmianom klimatycznym do krajowych polityk, strategii i planów.
13.3. Zwiększyć poziom edukacji oraz potencjał ludzki i instytucjonalny, podnieść poziom świadomości na temat łagodzenia zmian klimatycznych, adaptacji i skutków zmian klimatycznych oraz systemów wczesnego ostrzegania przed zagrożeniami.
13.A. Wywiązać się z zobowiązania państw rozwiniętych będącymi stronami Ramowej Konwencji Narodów Zjednoczonych w Sprawie Zmian Klimatu (United Nations Framework Convention on Climate Change) do zmobilizowania 100 miliardów USD rocznie do 2020 roku, pochodzących z różnych źródeł, na potrzeby krajów rozwijających się na znaczące działania mające łagodzić skutki zmian klimatycznych, przejrzysty proces implementacji działań oraz w pełni uruchomić Zielony Funduszu Klimatyczny (Green Climate Fund) poprzez jego jak najszybszą kapitalizację.
13.B. Promować mechanizmy zwiększające zdolność efektywnego planowania i zarządzania w zakresie zmian klimatycznych w krajach najsłabiej rozwiniętych i małych państwach wyspiarskich, w tym poprzez skupienie uwagi na potrzebach kobiet i młodzieży oraz lokalnych i marginalizowanych grupach społecznych.

### Cel 14: Chronić oceany, morza i zasoby morskie oraz wykorzystywać je w sposób zrównoważony[21]
Oceany – ich temperatura, skład chemiczny, prądy i życie w nich panujące napędzają światowe ekosystemy, bez których życie człowieka na Ziemi byłoby niemożliwe.
Woda deszczowa, woda pitna, pogoda i klimat, linie brzegowe, sporo naszej żywności, a nawet tlen, którym oddychamy, są zależne od mórz, które działają jako regulator. Od wieków przez morza i oceany prowadzą ważne szlaki handlowe i transportowe.
Uważne zarządzanie tymi niezastąpionymi zasobami jest kluczem do zrównoważonej przyszłości. Jednakże pogarsza się stan wód przybrzeżnych ze względu na zanieczyszczenia, a zakwaszenie oceanów zagraża funkcjonowaniu ekosystemów i różnorodności biologicznej. Zjawiska te wywierają również negatywny wpływ na lokalne rybołówstwo.
Chronione obszary morskie muszą być odpowiednio zarządzane i finansowane. Należy także wprowadzić regulacje, które ograniczą przełowienie, zanieczyszczenie środowiska morskiego i zakwaszenie oceanów.

#### Fakty
- Oceany pokrywają trzy czwarte powierzchni Ziemi, zawierają 97% wody na świecie i stanowią 99% przestrzeni do życia na Ziemi.
- Ponad trzy miliardy ludzi polega na morskiej i przybrzeżnej różnorodności biologicznej, aby utrzymać się przy życiu.
- W skali światowej roczna wartość rynkowa morskich i przybrzeżnych zasobów oraz produkcji przemysłowej szacowana jest na 3 biliony USD lub około 5% światowego PKB.
- W oceanach żyje niemal 200,000 zidentyfikowanych gatunków, jednak ich faktyczna liczba może sięgać milionów.
- Oceany pochłaniają około 30% dwutlenku węgla powstałego w wyniku działalności człowieka i tym samym łagodzą skutki globalnego ocieplenia.
- Oceany są największym źródłem białka na świecie; dla ponad 3 miliardów ludzi stanowią one główne źródło pozyskiwania białka.
- Rybołówstwo w sposób bezpośredni i pośredni zapewnia pracę dla ponad 200 milionów ludzi.
- Subwencje dla rybołówstwa skutkują gwałtownym uszczupleniem liczebności wielu gatunków ryb i hamują wysiłki na rzecz zachowania i odnowienia światowych łowisk i miejsc pracy z nimi związanymi. Z powodu subwencji rybołówstwo oceaniczne generuje roczny zysk w wysokości o 50 miliardów USD mniejszy, niż jest to potencjalnie możliwe.
- Poziom kwasowości oceanów wzrósł o 26% od początku rewolucji przemysłowej.
- Wody przybrzeżne ulegają zanieczyszczeniu i eutrofizacji. Jeżeli nie zostaną podjęte stosowne działania, szacuje się, że do 2050 roku zjawisko eutrofizacji wzrośnie na obszarze obejmującym 20% dużych ekosystemów morskich.

#### Zadania (zamieszczone w Agendzie na Rzecz Zrównoważonego Rozwoju 2030)
14.1. Do 2025 roku zapobiegać i znacznie zmniejszyć poziom wszelkich rodzajów zanieczyszczeń morza, w szczególności powstałych w wyniku działalności na lądzie, w tym śmieci i odpadków żywnościowych zrzucanych do morza.
14.2. Do 2020 zarządzać i chronić morskie i przybrzeżne ekosystemy w sposób zrównoważony, tak by uniknąć znacznych, niekorzystnych skutków, w tym poprzez wzmocnienie ich odporności i działania na rzecz odtworzenia ich zasobów oraz zapewnić dobry stan i produktywność oceanów.
14.3. Zminimalizować skutki zakwaszenia oceanów, w tym poprzez wzmocnioną współpracę naukową na wszystkich szczeblach.
14.4. Do 2020 roku skutecznie uregulować kwestie pozyskiwania owoców morza oraz wyeliminować nadmierne połowy ryb, nielegalne, niezarejestrowane i nieuregulowane rybołówstwo oraz destrukcyjne praktyki połowów, oraz wdrożyć poparte naukowo plany zarządzania, tak by w możliwie najkrótszym czasie odbudować populację ryb, co najmniej do poziomu umożliwiającego maksymalny, odnawialny poziom zrównoważonych połowów, zgodnie charakterystyką poszczególnych gatunków.
14.5. Do 2020 roku objąć ochroną co najmniej 10% wybrzeży i obszarów morskich, zgodnie z krajowym i międzynarodowym prawem i korzystając z najlepszych źródeł informacji naukowych.
14.6. Do 2020 roku wyeliminować określone formy subwencji na rybołówstwo, które przyczyniają się do budowy nadmiernych zdolności i przełowienia ryb, wyeliminować subwencje przyczyniające się do nielegalnego, niezarejestrowanego i nieuregulowanego rybołówstwa; nie wprowadzać nowych subwencji tego typu, przyznając, że skuteczne, specyficzne i zróżnicowane traktowanie krajów rozwijających się i najsłabiej rozwiniętych powinno być integralną częścią negocjacji dotyczących subwencji na rybołówstwo, prowadzonych w ramach Światowej Organizacji Handlu (World Trade Organization).
14.7. Do 2030 roku zwiększyć korzyści ekonomiczne dla rozwijających się państw położonych na małych wyspach i krajów najsłabiej rozwiniętych, płynące z wykorzystywania zasobów morskich, w tym poprzez zrównoważone zarządzanie rybołówstwem, akwakulturą i turystyką.
14.A. Poszerzać wiedzę naukową, rozwijać potencjał badawczy i przekazywać technologie morskie, uwzględniając Kryteria i Wytyczne Międzyrządowej Komisji Oceanograficznej w Sprawie Transferu Technologii Morskich (Intergovernmental Commission Criteria and Guidelines on the Transfer of Technology), aby poprawić kondycję oceanów i zwiększyć wpływ morskiej bioróżnorodności na rozwój krajów rozwijających się, w szczególności krajów rozwijających się położonych na małych wyspach i krajów najsłabiej rozwiniętych.
14.B. Zapewnić lokalnym rybakom łowiącym na małą skalę dostęp do rynków i zasobów morskich.
14.C. Zwiększyć ochronę i zrównoważone wykorzystywanie oceanów i ich zasobów poprzez wdrażanie prawa międzynarodowego, zgodnego z Konwencją Narodów Zjednoczonych o Prawie Morza (United Nations Convention on the Law of the Sea – UNCLOS), która zapewnia ramy prawne odnośnie ochrony i zrównoważonego wykorzystania oceanów i ich zasobów, oraz zgodnego z paragrafem 158 dokumentu końcowego szczytu Rio+20 „Przyszłość, jaką chcemy mieć”.

### Cel 15: Chronić, przywrócić oraz promować zrównoważone użytkowanie ekosystemów lądowych, zrównoważone gospodarowanie lasami, zwalczać pustynnienie, powstrzymywać i odwracać proces degradacji gleby oraz powstrzymać utratę różnorodności biologicznej[22]
Lasy pokrywają 30,7% powierzchni Ziemi. Zapewniają nie tylko bezpieczeństwo żywnościowe i schronienie dla różnych form życia, ale odgrywają również kluczową rolę w zwalczaniu zmian klimatycznych, ochronie bioróżnorodności, jak również są miejscem zamieszkania ludności rdzennej.
Chronienie lasów umożliwi doskonalenie procesów zarządzania zasobami naturalnymi i zwiększenie produktywności gruntów.
Co roku tracimy 13 milionów hektarów lasów, a trwająca degradacja terenów suchych doprowadziła do pustynnienia obszarów o powierzchni 3,6 miliarda hektarów. Mimo że prawie 15% obszarów jest obecnie objętych ochroną, różnorodność biologiczna jest wciąż zagrożona.
Wylesianie i pustynnienie w wyniku działalności człowieka i zmian klimatu to najważniejsze wyzwanie dla zrównoważonego rozwoju. Zjawiska te wpływają na życie i utrzymanie milionów ludzi doświadczających ubóstwa. Obecnie podejmowane są wysiłki dążące do lepszego zarządzania lasami oraz przeciwdziałania pustynnieniu.

#### Fakty

##### Lasy
- Lasy stanowią główne źródło utrzymania dla około 1,6 miliarda ludzi, w tym około 70 milionów ludności rdzennej.
- Lasy zamieszkuje ponad 80% wszystkich gatunków zwierząt, roślin i owadów żyjących na lądzie
- W latach 2010–2015 powierzchnia obszarów leśnych na świecie zmalała o 3,3 mln hektarów. Ma to szczególny wpływ na życie ubogich ludzi zamieszkujących wieś, którzy utrzymują się przede wszystkim z leśnych surowców, flory i fauny.

##### Pustynnienie
- 2,6 miliarda ludzi utrzymuje się bezpośrednio z rolnictwa, przy czym 52% ziemi uprawnej w mniejszym lub większym stopniu jest dotknięte degradacją gleby.
- Ocenia się, że poziom utraty gruntów ornych jest 30 – 35 razy większy niż kiedykolwiek w historii.
- W wyniku suszy i pustynnienia co roku tracimy 12 milionów hektarów (23 hektary na minutę), na których można by uprawiać 20 milionów ton zboża.
- 74% ubogiej ludności na świecie jest bezpośrednio dotknięta procesem degradacji ziemi.

##### Bioróżnorodność
- Z około 8300 znanych gatunków zwierząt, 8% już wyginęło, natomiast 22% jest zagrożonych wymarciem.
- Z ponad 80000 gatunków drzew, tylko mniej niż 1% zostało zbadanych pod względem potencjalnej użyteczności.
- Ryby zapewniają 20% białka zwierzęcego 3 miliardom ludzi. Tylko dziesięć gatunków ryb stanowi 30% połowów morskich i tylko dziesięć gatunków ryb stanowi 50% produkcji akwakultury.
- Dieta człowieka w ponad 80% oparta jest na roślinach. Tylko trzy główne rodzaje zbóż – ryż, kukurydza i pszenica – zaspokajają 60% zapotrzebowania energetycznego.
- Co najmniej 80% ludzi zamieszkujących tereny wiejskie w krajach rozwijających się polega na tradycyjnej medycynie opartej na ziołolecznictwie jako podstawowej formie opieki zdrowotnej.
- Mikroorganizmy i bezkręgowce mają kluczowe znaczenie dla ekosystemów, lecz do tej pory nie poznaliśmy w pełni ich roli w funkcjonowaniu ekosystemów i wciąż zbyt rzadko je doceniamy.
- Nielegalne kłusownictwo i handel dzikimi zwierzętami to działania, które kłócą się z ochroną środowiska. Prawie 7000 gatunków zwierząt i roślin na terenie 120 państw jest nielegalnie sprzedawana.

#### Zadania (zamieszczone w Agendzie na Rzecz Zrównoważonego Rozwoju 2030)
15.1. Do 2020 roku zapewnić ochronę, odtworzenie i zrównoważone użytkowanie lądowych i śródlądowych ekosystemów słodkiej wody oraz pozostałych ekosystemów, w szczególności lasów, terenów podmokłych i suchych oraz gór, zgodnie z międzynarodowymi zobowiązaniami.
15.2. Do 2020 roku promować wdrażanie zrównoważonego zarządzania wszystkimi typami lasów; zahamować proces wylesiania, odtworzyć zniszczone lasy; znacząco zwiększyć globalny stopień zalesienia i ponownego zalesienia.
15.3. Do 2030 roku zwalczyć pustynnienie, odtworzyć zdegradowane obszary i gleby, w tym tereny dotknięte pustynnieniem, suszami i powodziami; dążyć do budowy świata, w którym nie będzie występować proces degradacji ziemi.
15.4. Do 2030 roku zapewnić ochronę ekosystemów górskich, w tym ich różnorodności biologicznej oraz zwiększyć korzyści z nich płynące, które są niezbędne dla osiągnięcia zrównoważonego rozwoju.
15.5. Podjąć pilne i znaczące działania zmniejszające degradację naturalnych siedlisk; powstrzymać uratę bioróżnorodności; do 2020 roku chronić zagrożone gatunki i zapobiec ich wyginięciu.
15.6. Promować uczciwy i sprawiedliwy podział korzyści płynących z użytkowania zasobów genetycznych oraz promować właściwy dostęp do nich, zgodnie z międzynarodowymi postanowieniami.
15.7. Podjąć pilne działania kończące z procederem kłusownictwa i handlem chronionymi gatunkami zwierząt i roślin; podjąć działania zapobiegające nabywaniu i sprzedaży nielegalnych produktów dzikiej przyrody.
15.8. Do 2020 roku wprowadzić środki uniemożliwiające wprowadzanie nowych gatunków obcych na danym obszarze oraz znacząco zmniejszyć ich wpływ na ekosystemy wodne i lądowe; kontrolować lub wyeliminować wybrane gatunki.
15.9. Do 2020 roku włączyć kwestie bioróżnorodności i ekosystemów do krajowych i lokalnych planów i sprawozdań, strategii redukcji ubóstwa oraz w procesy rozwojowe.
15.A. Mobilizować i znacząco zwiększyć środki finansowe pochodzące z różnych źródeł na ochronę i zrównoważone wykorzystywanie bioróżnorodności i ekosystemów.
15.B. Mobilizować znaczące fundusze pochodzące z różnych źródeł i szczebli na zrównoważone gospodarowanie lasami oraz zapewnić krajom rozwijającym się odpowiednie bodźce sprzyjające takiemu postępowaniu, w tym ochronę lasów i ponowne zalesienie.
15.C. Wzmocnić globalne wysiłki zwalczające kłusownictwo i handel chronionymi gatunkami, w tym poprzez zwiększenie możliwości korzystania przez lokalne społeczności ze stabilnych źródeł utrzymania.

### Cel 16: Promować pokojowe i inkluzywne społeczeństwa, zapewnić wszystkim ludziom dostęp do wymiaru sprawiedliwości oraz budować na wszystkich szczeblach skuteczne i odpowiedzialne instytucje, sprzyjające włączeniu społecznemu[23]
Zabójstwa, przemoc wobec dzieci, handel ludźmi i przemoc seksualna stwarzają poważne zagrożenie dla pokoju i inkluzywnych społeczeństw. Należy zapewnić dostęp do wymiaru sprawiedliwości wszystkim ludziom oraz tworzyć skuteczne, odpowiedzialne i przyjazne instytucje na wszystkich szczeblach.
W ciągu ostatniej dekady odnotowano znaczny postęp w zakresie ograniczania zabójstw i handlu ludźmi, jednakże w Ameryce Łacińskiej, Afryce Subsaharyjskiej i Azji nadal tysiące ludzi są narażone na zabójstwa. W wielu krajach na całym świecie występuje agresja i przemoc wobec dzieci, co stanowi naruszenie ich praw. Jest to plaga, której skala jest trudna do oszacowania z powodu braku informacji i danych.
Stawianie czoła tym wyzwaniom i budowa bezpiecznych i inkluzywnych społeczeństw wymaga wdrażania skutecznych i bardziej przejrzystych przepisów prawnych oraz sporządzania całościowych i realistycznych budżetów państwowych. Jednym z pierwszych kroków w kierunku ochrony praw jednostki jest rejestracja narodzin i tworzenie bardziej niezależnych krajowych instytucji zajmujących się prawami człowieka.

#### Fakty
- Sądownictwo i policja znajdują się wśród instytucji najbardziej dotkniętych korupcją.
- Koszt korupcji, łapówkarstwa, kradzieży i unikania podatków w krajach rozwijających się wynosi 1,26 biliona USD rocznie. Fundusze te mogłyby posłużyć do poprawy losu tych, którzy żyją za mniej niż 1,25 USD przez okres przynajmniej sześciu lat.
- Na świecie zarejestrowano 73% narodzin dzieci poniżej 5 roku życia. Jednakże w Afryce Subsaharyjskiej dotyczy to zaledwie 46% dzieci.
- Około 28,5 mln dzieci w wieku wczesnoszkolnym, które nie uczęszczają do szkoły, zamieszkuje obszary dotknięte konfliktem.
- Rządy prawa i rozwój są silnie powiązane i nawzajem się wzmacniają. Właśnie dlatego są one konieczne dla zapewnienia zrównoważonego rozwoju na szczeblu krajowym i międzynarodowym.
- Odsetek więźniów przetrzymywanych bez wyroku sądowego wynosi 31% i nie zmienił się w ciągu ostatnich 10 lat.

##### Przemoc wobec dzieci
- Ponad miliard dzieci na świecie jest dotkniętych przemocą. Jej skutki kosztują społeczeństwo do 7 bilionów USD rocznie.
- 50% dzieci na świecie doświadcza przemocy każdego roku.
- Co 5 minut gdzieś na świecie z powodu przemocy śmierć ponosi jedno dziecko.
- Co dziesiąte dziecko jest wykorzystywane seksualnie przed ukończeniem 18 roku życia.
- 9 na 10 dzieci mieszka w krajach, w których kara cielesna nie jest całkowicie zakazana. Oznacza to, że 732 mln dzieci jest pozbawiona ochrony prawnej.
- Co trzeci użytkownik Internetu na świecie to dziecko, a 800 milionów dzieci korzysta z mediów społecznościowych. Każde dziecko może stać się ofiarą przemocy w Internecie.
- Liczba raportów złożonych do Narodowego Centrum Dzieci Zaginionych i Wykorzystywanych (NCMEC, Stany Zjednoczone Ameryki) dotyczących przypadków nadużyć seksualnych wobec dzieci w Internecie wzrosła z 1 mln w 2014 roku do 45 mln w 2018 roku.
- Każdego roku 246 milionów dzieci na całym świecie cierpi z powodu przemocy w szkołach.
- Co trzeci uczeń jest zastraszany przez rówieśników w szkole, a co najmniej co dziesiąte dziecko doświadcza cyberprzemocy.

#### Zadania (zamieszczone w Agendzie na Rzecz Zrównoważonego Rozwoju 2030)
16.1. Znacząco zmniejszyć poziom przemocy we wszystkich formach oraz związany z nią wskaźnik śmiertelności na całym świecie.
16.2. Wyeliminować nadużycia, wykorzystywanie i handel ludźmi oraz wszelkie formy przemocy i tortur wobec dzieci.
16.3. Promować rządy prawa na poziomie krajowym i międzynarodowym oraz zapewnić wszystkim równy dostęp do wymiaru sprawiedliwości.
16.4. Do 2030 roku znacząco zmniejszyć nielegalne przepływy finansowe i handel bronią; wzmocnić proces odzyskiwania i zwracania skradzionego mienia oraz zwalczać wszelkie formy przestępczości zorganizowanej.
16.5. Znacząco zmniejszyć poziom korupcji i łapówkarstwa we wszystkich formach.
16.6. Rozwijać skuteczne, odpowiedzialne i przejrzyste instytucje na wszystkich szczeblach.
16.7. Zapewnić elastyczny, inkluzywny, partycypacyjny i reprezentacyjny proces podejmowania decyzji na wszystkich szczeblach.
16.8. Rozszerzyć i wzmocnić udział krajów rozwijających się w światowych instytucjach międzynarodowego porządku prawnego.
16.9. Do 2030 roku zapewnić wszystkim tożsamość prawną, w tym rejestrację urodzeń.
16.10. Zapewnić powszechny dostęp do informacji oraz chronić podstawowe wolności, zgodnie z krajową legislacją i międzynarodowymi porozumieniami.
16.A. Wzmocnić właściwe instytucje krajowe, w tym poprzez współpracę międzynarodową oraz budować zdolności na wszystkich szczeblach, w szczególności w krajach rozwijających się, na rzecz zapobiegania przemocy oraz zwalczania terroryzmu i przestępczości.
16.B. Promować i egzekwować prawo niedyskryminujące nikogo oraz polityki na rzecz zrównoważonego rozwoju.

### Cel 17: Wzmocnić środki wdrażania i ożywić globalne partnerstwo na rzecz zrównoważonego rozwoju[24]
Skuteczna realizacja Agendy na Rzecz Zrównoważonego Rozwoju wymaga partnerskiej współpracy między rządami, sektorem prywatnym i społeczeństwem obywatelskim. Takie inkluzywne partnerstwa powinny być budowane w oparciu o zasady i wartości, wspólną wizję i wspólne cele, które stawiają człowieka i naszą planetę w centrum działań. Potrzebujemy takich partnerstw na szczeblu globalnym, regionalnym, krajowym i lokalnym.
Potrzeba pilnych działań, które zmobilizują, przekierują i odblokują biliony dolarów w sektorze prywatnym i pozwolą wykorzystać ich transformacyjną moc do realizacji Celów Zrównoważonego Rozwoju. Inwestycje długoterminowe, w tym bezpośrednie inwestycje zagraniczne, są potrzebne w najważniejszych sektorach, zwłaszcza w krajach rozwijających się. Należą do nich: sektor zrównoważonej energii, infrastruktura, transport, a także sektor technologii informacyjno-komunikacyjnych. Również rozwój sektora publicznego musi obrać jasny kierunek. System monitorowania, przeglądu i regulacji oraz konstruowanie bodźców stymulujących takie inwestycje muszą zostać przebudowane tak, aby przyciągnąć inwestycje i wzmocnić zrównoważony rozwój. Krajowe mechanizmy nadzoru, takie jak najwyższe izby i instytuty kontroli, a także funkcje kontrolne władzy ustawodawczej powinny zostać wzmocnione.

#### Fakty
- W 2017 roku oficjalna pomoc rozwojowa wyniosła 146,6 mld USD. Oznacza to spadek o 0,6 procent w ujęciu realnym w porównaniu z rokiem 2016.
- 79% towarów importowanych z państw rozwijających się trafia do państw rozwiniętych bezcłowo.
- Dług w krajach rozwijających się utrzymuje się na stałym poziomie około 3% rocznych wpływów z eksportu.
- Liczba użytkowników Internetu w Afryce niemal podwoiła się w ciągu ostatnich czterech lat.
- 30% światowej młodzieży korzysta aktywnie z cyfrowych technologii od co najmniej pięciu lat.
- Jednak niemal 4 miliardy ludzi nie korzystają z Internetu, iż czego 90% pochodzi z państw rozwijających się.

#### Zadania (zamieszczone w Agendzie na Rzecz Zrównoważonego Rozwoju 2030)

##### Finanse
17.1. Zwiększyć mobilizację krajowych środków, w tym poprzez międzynarodowe wsparcie na rzecz krajów rozwijających się, by poprawić krajową zdolność poboru podatków i innych przychodów.
17.2. W pełni wdrożyć zobowiązania krajów rozwiniętych do przekazania oficjalnej pomocy rozwojowej (ODA), w tym zobowiązanie podjęte przez wiele krajów rozwiniętych do osiągnięcia poziomu oficjalnej pomocy rozwojowej w wysokości 0,7% dochodu narodowego brutto (0,7% ODA/GNI) na rzecz krajów rozwijających się i 0,15–0,20% ODA/GNI dla krajów najmniej rozwiniętych; zachęca się państwa-donatorów ODA do rozważenia ustanowenia celu co najmniej 0,20% ODA/GNI dla krajów najmniej rozwiniętych.
17.3. Zmobilizować dodatkowe środki finansowe dla krajów rozwijających się z różnorodnych źródeł.
17.4. Pomóc krajom rozwijającym się w osiągnięciu długoterminowej zdolności do spłaty długu poprzez skoordynowane polityki ukierunkowane na wsparcie finansowania dłużnego, redukcję zadłużenia oraz restrukturyzację długu, zgodnie z warunkami krajowymi; zająć się kwestią zadłużenia zewnętrznego ubogich krajów o wysokim zadłużeniu by zredukować sytuacje kryzysowe pod względem zadłużenia.
17.5. Przyjąć i wdrożyć systemy promocji inwestycji dla krajów najsłabiej rozwiniętych.

##### Technologia
17.6. Wzmocnić współpracę Północ-Południe i Południe-Południe oraz trójstronną, współpracę regionalną i międzynarodową w zakresie dostępu do nauki, technologii i innowacji; rozwinąć dzielenie się wiedzą na wspólnie ustalonych warunkach, w tym poprzez wzmocnioną koordynację istniejących już mechanizmów, w szczególności na szczeblu Narodów Zjednoczonych oraz poprzez globalny mechanizm ułatwiania dostępu do technologii.
17.7. Promować rozwój, transfer, rozpowszechnianie i rozprzestrzenianie technologii przyjaznych środowisku w państwach rozwijających się na korzystnych i preferencyjnych warunkach, w oparciu o wspólne uzgodnienia.
17.8. W pełni zoperacjonalizować bank technologii oraz naukowe, technologiczne i innowacyjne mechanizmy budowania potencjału dla krajów najsłabiej rozwiniętych do 2017 roku; zwiększyć wykorzystanie technologii kluczowych dla rozwoju, w szczególności technologii informacyjnych i komunikacyjnych.

##### Budowa potencjału
17.9. Zwiększyć międzynarodowe wsparcie na rzecz wdrażania efektywnej i ukierunkowanej budowy potencjału, by wesprzeć narodowe plany realizacji wszystkich Celów Zrównoważonego Rozwoju w krajach rozwijających się, w tym poprzez współpracę Północ – Południe, Południe – Południe oraz współpracę trójstronną.

##### Handel
17.10. Promować powszechny, oparty na zasadach, otwarty, niedyskryminujący i sprawiedliwy wielostronny system handlowy w ramach Światowej Organizacji Handlu, w tym poprzez rezultaty negocjacji Agendy Rozwoju z Doha.
17.11. Znacząco zwiększyć eksport krajów rozwijających się, w szczególności mając na celu podwojenie udziału krajów najsłabiej rozwiniętych w globalnym eksporcie do 2020 roku.
17.12. Zrealizować terminowe wdrożenie bezcłowego i bezkwotowego dostępu do rynku w sposób trwały dla wszystkich najmniej rozwiniętych krajów, zgodnie z decyzjami Światowej Organizacji Handlu, w tym poprzez zapewnienie, że preferencyjne reguły pochodzenia mające zastosowanie do przywozu z krajów najsłabiej rozwiniętych są przejrzyste, proste i przyczyniają się do ułatwienia dostępu do rynku.

##### Kwestie systemowe
Spójność polityczno – instytucjonalna
17.13. Zwiększyć globalną stabilność makroekonomiczną, w tym poprzez koordynację i spójność polityk.
17.14. Zwiększyć spójność polityk na rzecz zrównoważonego rozwoju.
17.15. Szanować przestrzeń polityczną każdego państwa i wiodącą rolę rządów w stworzeniu i wdrożeniu polityki na rzecz zrównoważonego rozwoju i eliminacji ubóstwa.
Partnerstwa wielostronne
17.16. Wzmocnić globalne partnerstwo na rzecz zrównoważonego rozwoju, uzupełnione o partnerstwa wielostronne, które mobilizują i dzielą się wiedzą, kompetencjami, technologią i środkami finansowymi, by wspierać osiągnięcie Celów Zrównoważonego Rozwoju we wszystkich krajach, szczególnie w tych rozwijających się.
17.17. Zachęcać do tworzenia i promować efektywne partnerstwa publiczne, publiczno – prywatne i z udziałem społeczeństwa obywatelskiego, budowane na doświadczeniu i niezbędnych strategiach partnerstwa
Dane, monitorowanie i odpowiedzialność
17.18. Do 2020 roku zwiększyć wsparcie na rzecz budowy potencjału w państwach rozwijających się i położonych na małych wyspach by znacząco zwiększyć dostęp do aktualnych, rzetelnych danych dobrej jakości, uporządkowanych według dochodu, płci, wieku, rasy, pochodzenia etnicznego, statusu migracyjnego, niepełnosprawności, położenia geograficznego i innych charakterystyk dostosowanych do kontekstu narodowego.
17.19. Rozwijać istniejące inicjatywy opracować wskaźnik pomiaru postępu w dziedzinie zrównoważonego rozwoju, który będzie uzupełnieniem dla produktu krajowego brutto oraz wspierać budowę potencjału statystycznego w państwach rozwijających się.